# 9. Mai
Der 9. Mai ist der 129. Tag des gregorianischen Kalenders (der 130. in Schaltjahren), somit bleiben 236 Tage bis zum Jahresende.

## Ereignisse

### Politik und Weltgeschehen

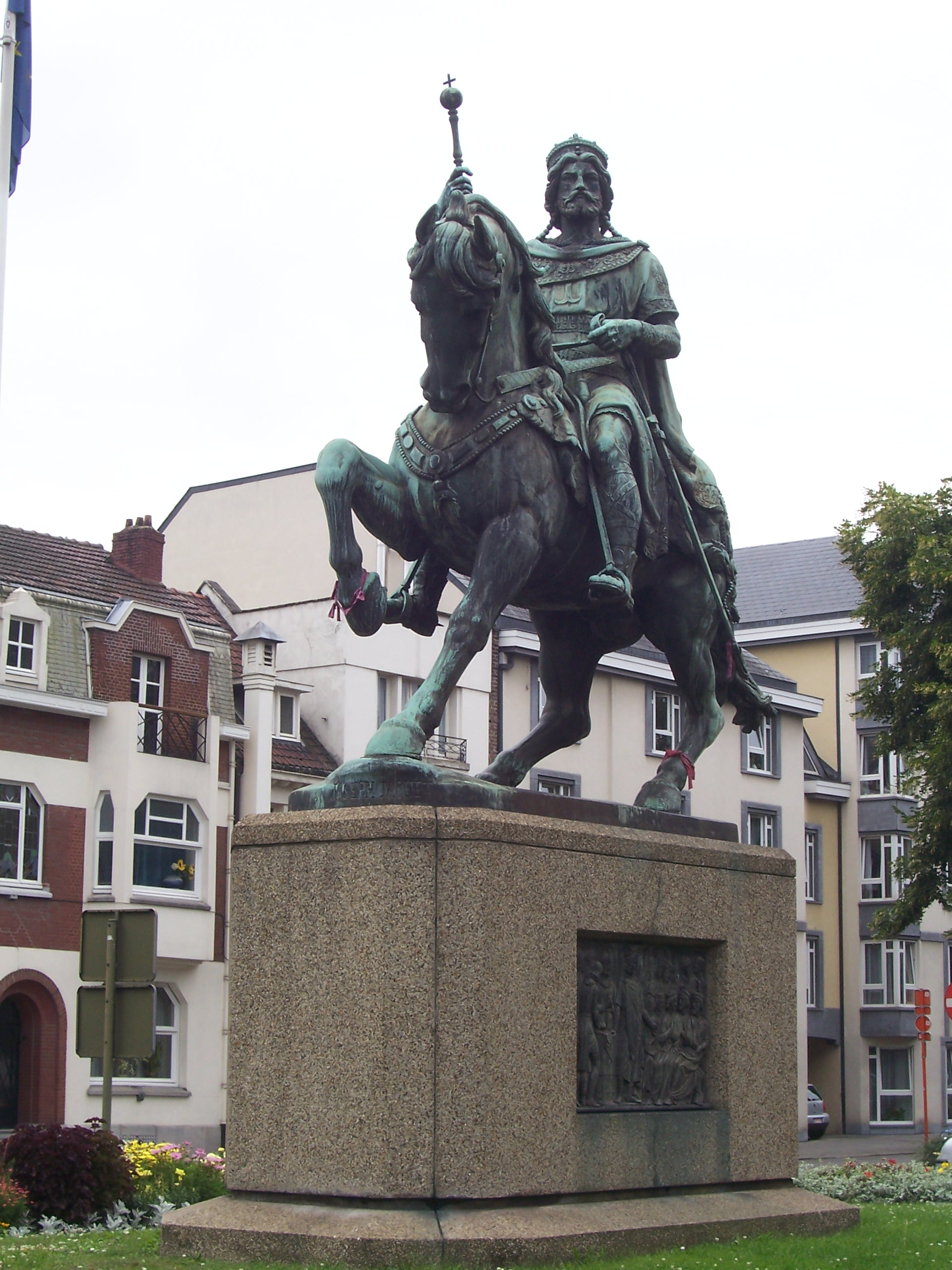
1204: Balduin I.

- 1204: Nach der Ablehnung der Krone durch den venezianischen Dogen Enrico Dandolo wird Balduin I., Graf von Flandern und Hennegau, gegen den formellen Anführer des Vierten Kreuzzuges, Bonifatius von Montferrat, zum Kaiser des Lateinischen Kaiserreichs gewählt. Die Krönung erfolgt am 16. Mai. Das Reich ist durch die Aufteilung des Byzantinischen Reiches im April entstanden.
- 1386: Portugal und England erneuern mit dem Vertrag von Windsor ihr seit 1275 bestehendes Bündnis. Es ist einer der ältesten noch heute gültigen Freundschaftsverträge. Am 2. Februar 1387 wird die Allianz durch die Heirat König Johanns I. von Portugal mit Philippa of Lancaster, der Schwester des späteren Königs Heinrich IV., bekräftigt.

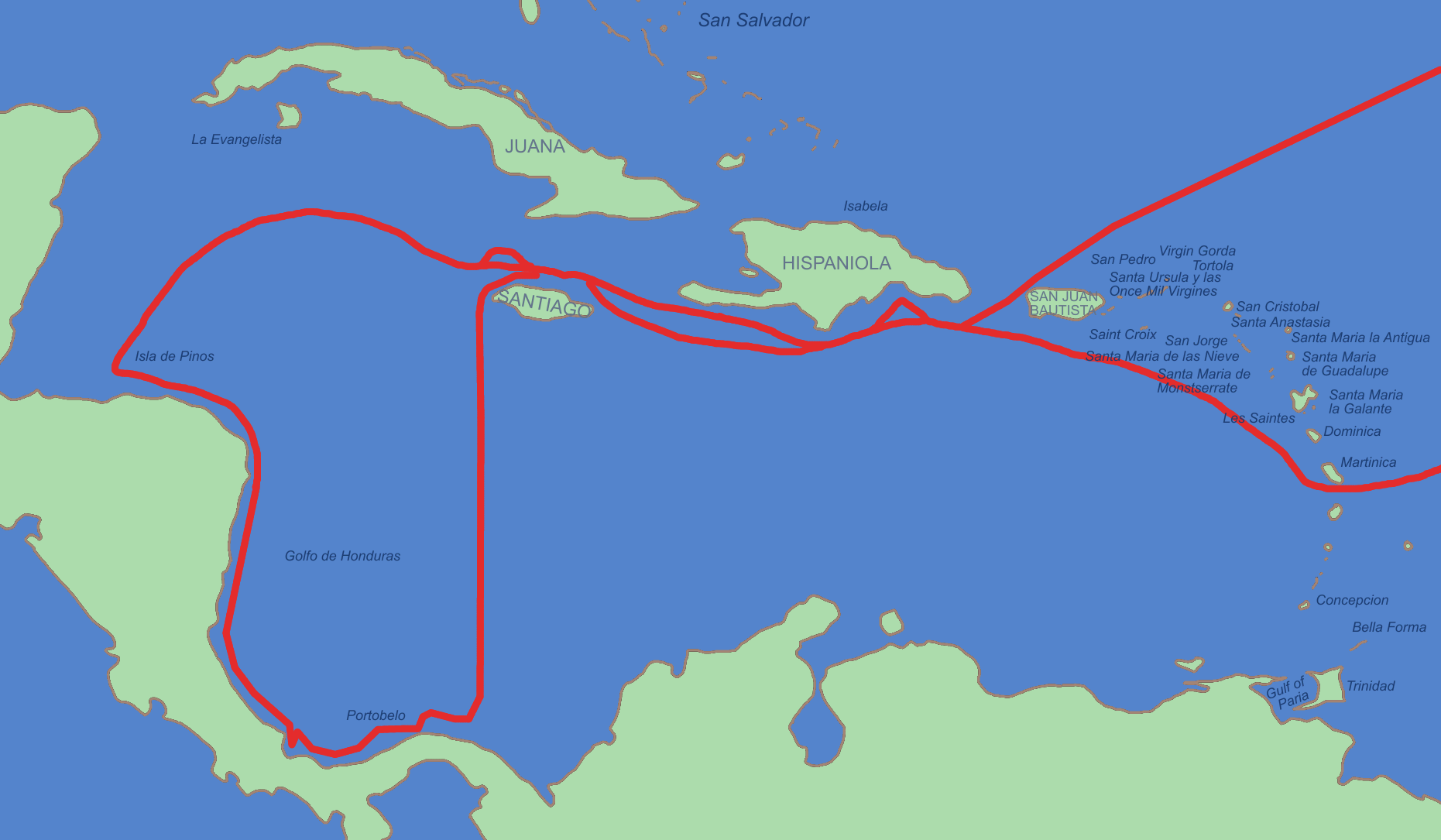
1502: Kolumbus’ vierte Reise

- 1502: Von Cádiz aus bricht Christoph Kolumbus mit seinem Sohn Fernando und den vier Schiffen Capitana, La Gallega, Santiago de Palos und Vizcaína zu seiner vierten Reise in die Neue Welt auf.
- 1560: Die bis zum 14. Mai dauernde Seeschlacht von Djerba zwischen den Flotten des Osmanischen Reichs unter Großadmiral Piyale Pascha und einer von Spanien angeführten Koalition christlicher Mittelmeermächte beginnt.

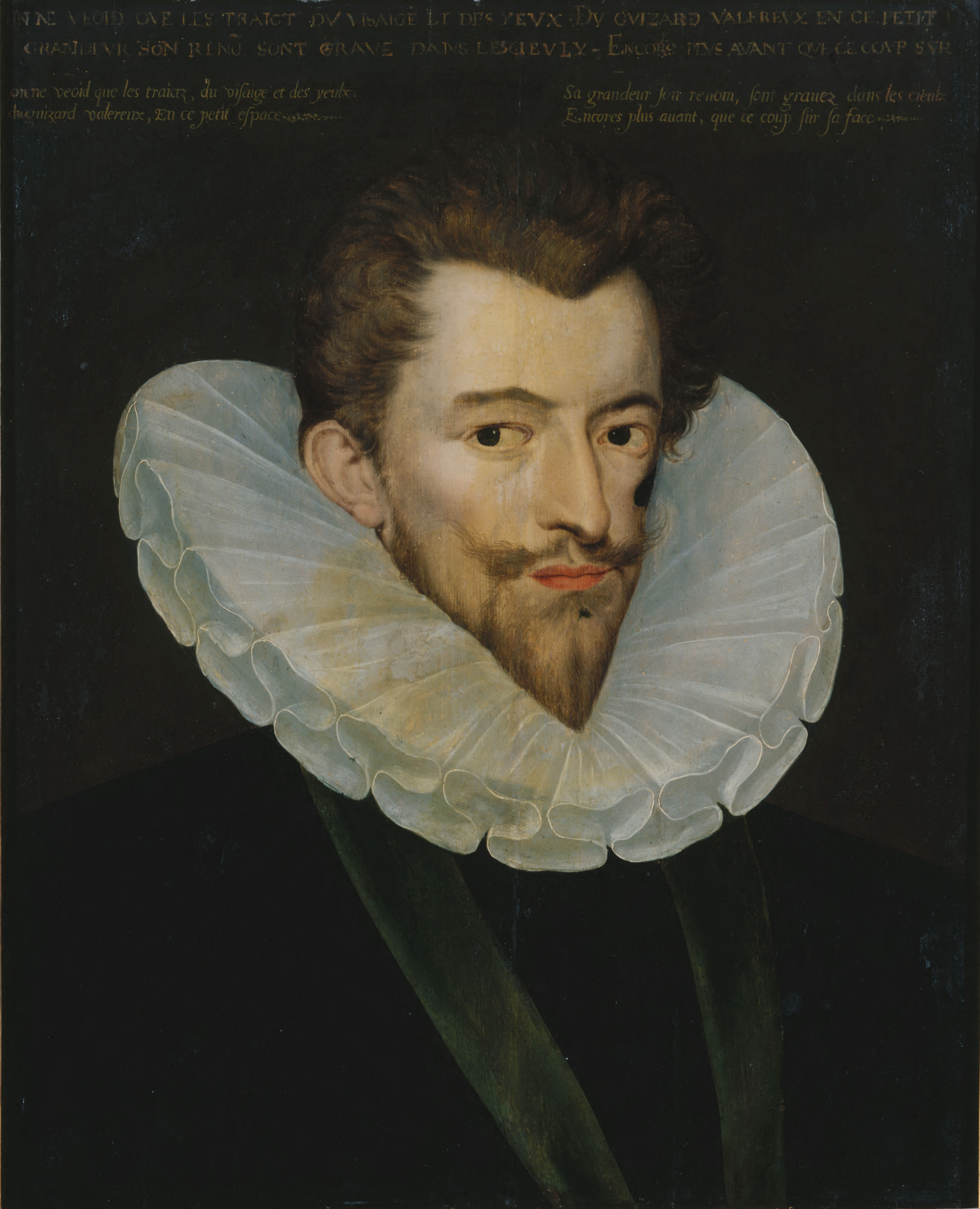
1588: Henri de Guise

- 1588: Henri I. de Lorraine, duc de Guise, katholischer Führer der Heiligen Liga und Gegenspieler des in seinen Augen in der Hugenottenpolitik zu nachlässigen Königs Heinrich III. von Frankreich, zieht unter der allgemeinen Zustimmung der Bevölkerung in Paris ein, wo er beginnt, den König zu bedrängen.
- 1664: Die ehemals Schwedischen Besitzungen an der Goldküste, inzwischen in niederländischer Hand, werden von den Engländern unter Robert Holmes erobert.
- 1769: Die Franzosen besiegen die korsischen Truppen in der Schlacht bei Ponte Novu, wodurch Korsika seine kurze Unabhängigkeit verliert.

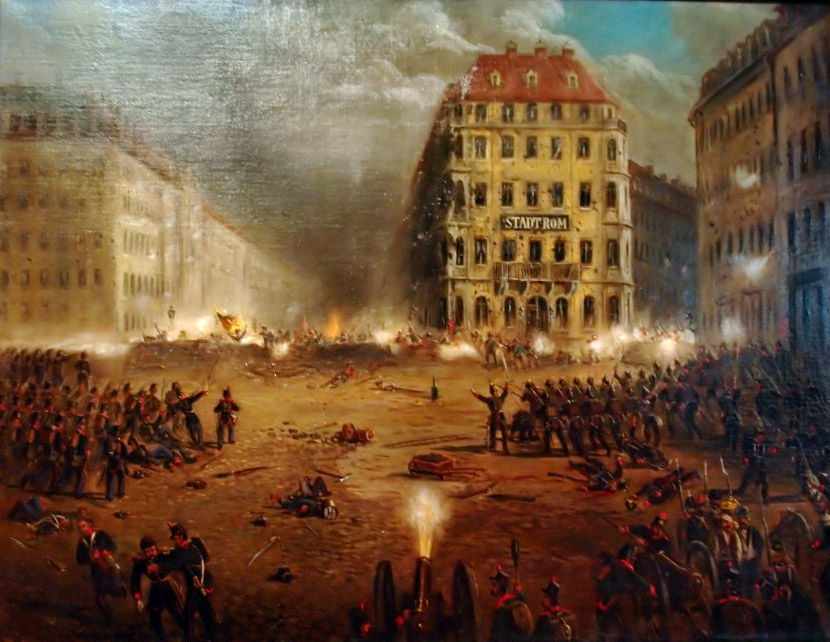
1849: Dresdner Maiaufstand

- 1849: Preußische und sächsische Truppen unter Friedrich von Waldersee schlagen nach knapp einer Woche den Dresdner Maiaufstand gegen König Friedrich August II. nieder, wobei 343 Menschen auf den Barrikaden ums Leben kommen. Die Anführer Michail Bakunin und Samuel Erdmann Tzschirner können zwar entkommen, die Märzrevolution im Königreich Sachsen ist aber endgültig beendet.
- 1857: 85 indische Angehörige (Sepoys) der britischen Garnison in Merath, Britisch-Indien, werden öffentlich degradiert und in Ketten gelegt, nachdem sie sich zwei Tage früher geweigert haben, das neue Enfield-Gewehr zu verwenden, bei dem gerüchteweise Rindertalg und Schweineschmalz verarbeitet worden sind. Die harsche Bestrafung mündet am folgenden Tag in den Sepoy-Aufstand, der bis 1858 dauern wird.

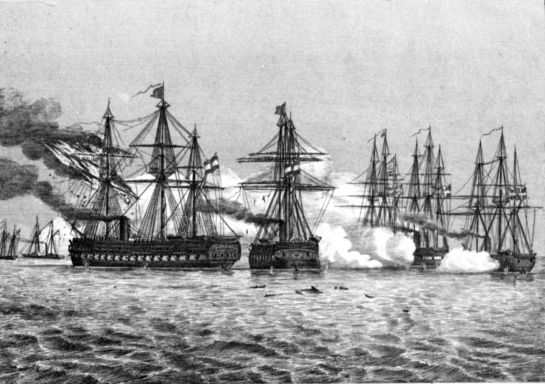
1864: Seegefecht vor Helgoland

- 1864: Dänemark besiegt Preußen und Österreich im Seegefecht vor Helgoland, nachdem der österreichische Admiral Wilhelm von Tegetthoff, dessen Flaggschiff in Brand geraten ist, sich zurückgezogen hat. Der dänische Sieg hat jedoch keine Auswirkung mehr auf den Ausgang des Deutsch-Dänischen Krieges.

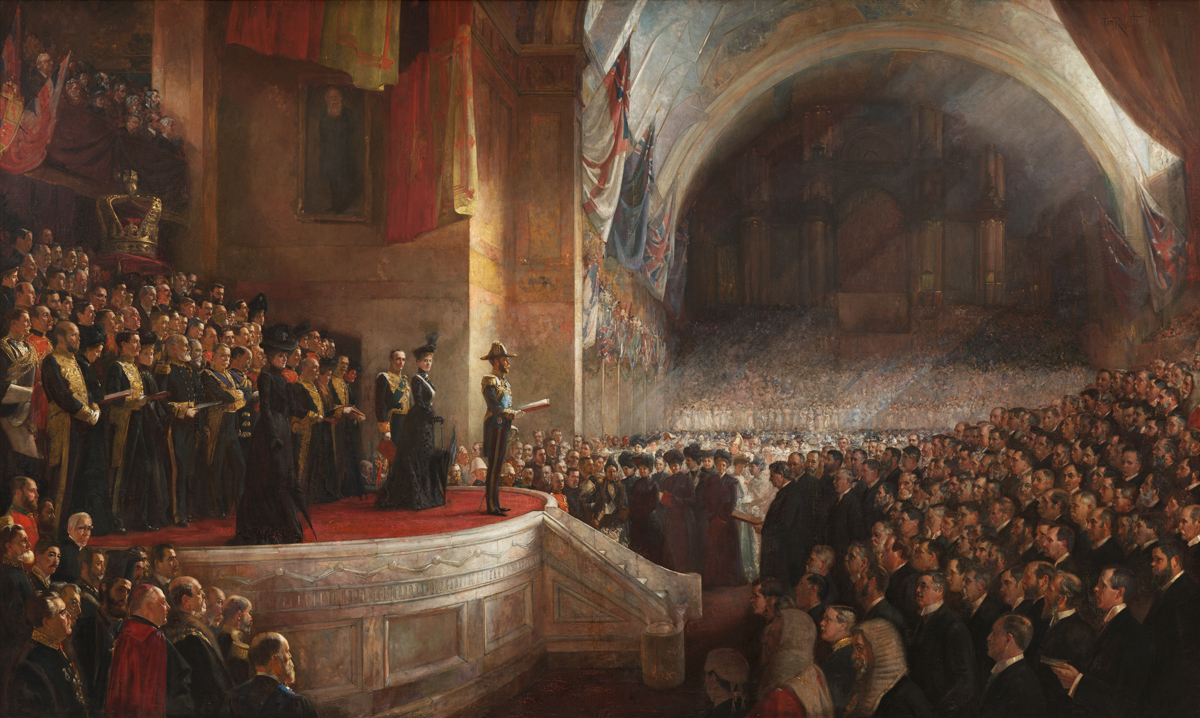
1901: Eröffnung des Parlaments (Melbourne)

- 1901: Vier Monate nach Gründung des Australischen Bundes tritt in Melbourne erstmals das Parlament zusammen. Das einzige Gebäude, das für die Eröffnung groß genug ist, ist das Ausstellungsgebäude Royal Exhibition Building in den Carlton Gardens, danach tagen die Abgeordneten im Parliament House.
- 1911: In Belgrad gründen serbische Offiziere den Geheimbund Ujedinjenje ili Smrt („Vereinigung oder Tod“, besser bekannt als „Schwarze Hand“) mit dem Ziel der Errichtung eines Großserbien. Das Attentat auf den österreichischen Thronfolger Franz Ferdinand, an dem die Organisation 1914 beteiligt ist, wird zum Ersten Weltkrieg führen.

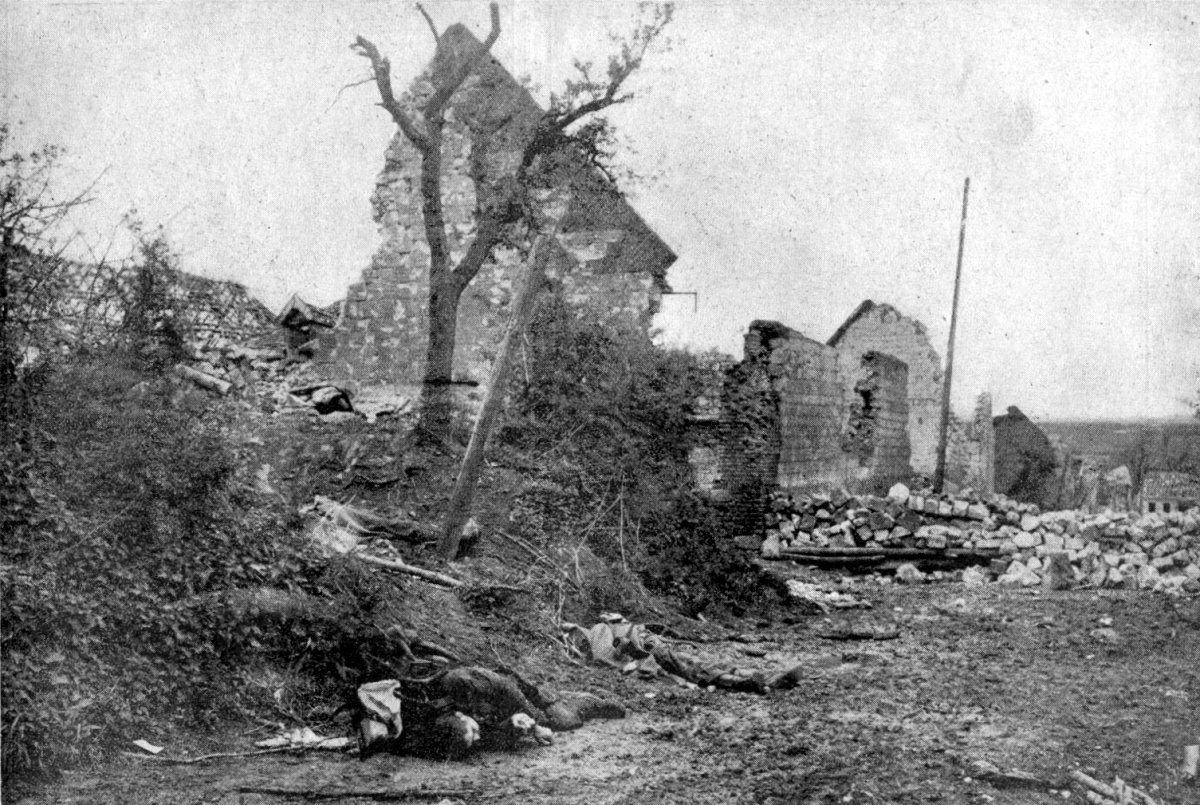
1915: Das von den Franzosen erstürmte Dorf Carency

- 1915: Bei Artois in Frankreich beginnt mit einem Großangriff der Triple Entente unter Ferdinand Foch die Lorettoschlacht, ein typisches Beispiel für die wochenlangen, blutigen und ergebnislosen Materialschlachten des Ersten Weltkrieges. Sie dauert bis zum 23. Juli.

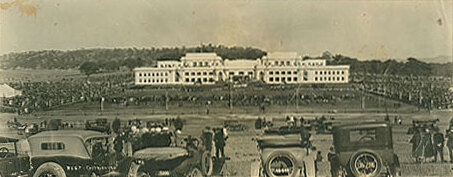
1927: Eröffnung des Parlaments (Canberra)

- 1927: Das 14 Jahre zuvor gegründete Canberra wird mit der Eröffnung des Provisional Parliament House durch den späteren König George VI. und Premierminister Stanley Bruce neue Hauptstadt Australiens und löst damit Melbourne ab.
- 1932: Aufgrund von geplanten Lohnkürzungen streiken die Zürcher Heizungsmonteure, was rund acht Wochen dauern wird. Der Streik wird am 15. Juni blutig niedergeschlagen.
- 1936: Der Abessinienkrieg findet in der Annexion Äthiopiens durch das faschistische Italien seinen Abschluss. König Viktor Emanuel III. wird zum Kaiser von Äthiopien proklamiert.
- 1939: In der Schlacht um Nanchang scheitert mit dem Rückzug der chinesischen Truppen die Rückeroberung der Stadt. Im Zweiten Japanisch-Chinesischen Krieg eröffnet der Besitz dieses Eisenbahnknotenpunkts den Japanern den Weg nach Indochina.

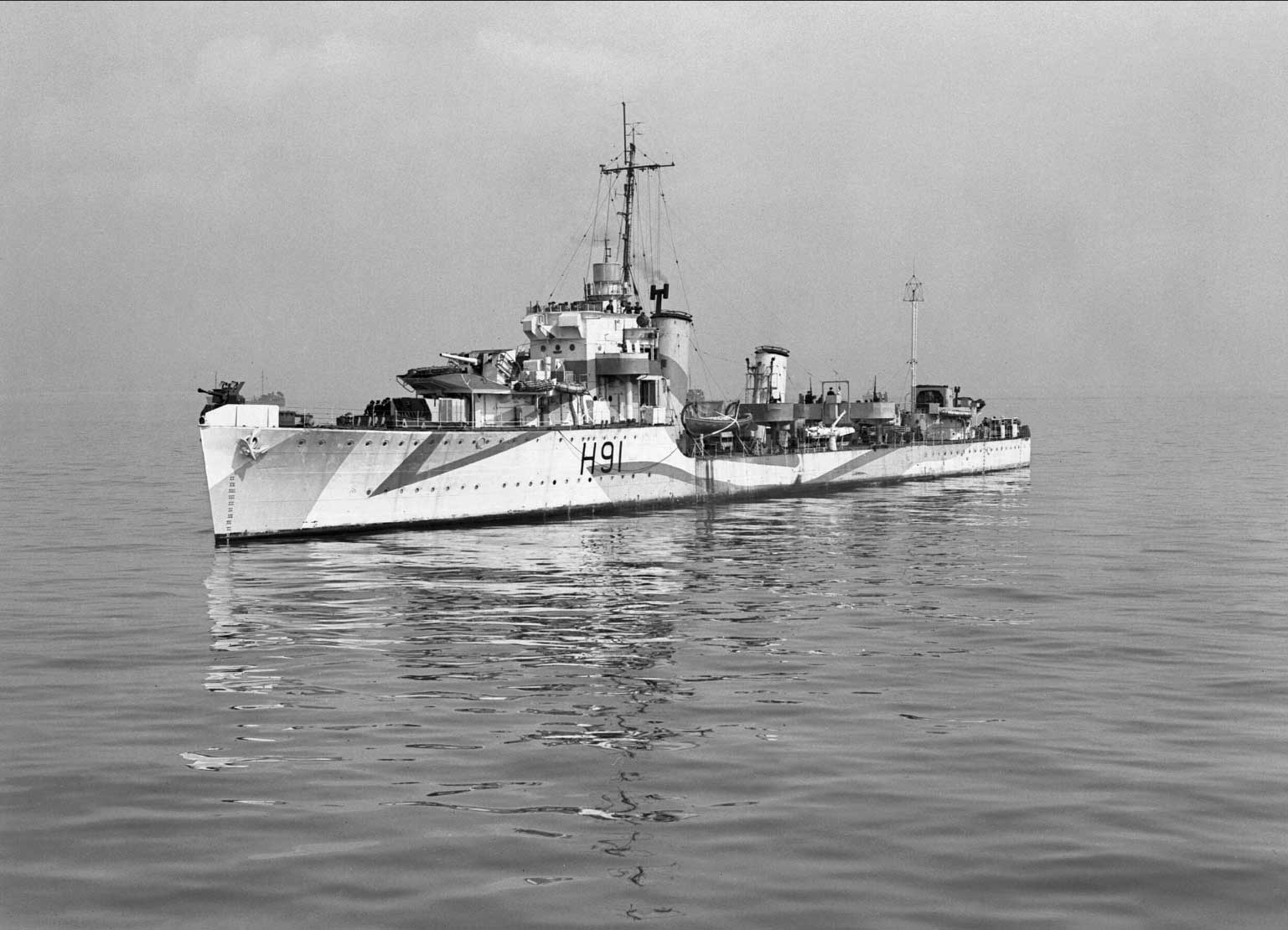
1941: Die HMS Bulldog

- 1941: Dem britischen Kriegsschiff Bulldog gelingt gemeinsam mit zwei anderen Schiffen die Kaperung des deutschen U-Bootes U 110 unter Kapitänleutnant Fritz-Julius Lemp. Sie erbeuten dabei die Codebücher einer Enigma-Chiffriermaschine, mit denen in der Folge der Funkverkehr der deutschen Kriegsmarine entschlüsselt werden kann.
- 1945: am 9. Mai 1945 kurz nach Mitternacht ratifizieren Generalfeldmarschall Keitel für das Oberkommando der Wehrmacht und das Heer sowie Generaladmiral von Friedeburg für die Kriegsmarine und Generaloberst Stumpff für die Luftwaffe in Berlin-Karlshorst die bedingungslose Kapitulation der Wehrmacht (siehe Tag der Befreiung). Sie war in der Nacht zum 7. Mai 1945 bereits im Obersten Hauptquartier der Alliierten Expeditionsstreitkräfte in Reims unterzeichnet worden und am 8. Mai in Kraft getreten, wurde in der Sowjetunion aber erst nach der Ratifizierung bekanntgegeben.

In Russland und in einigen weiteren Staaten des ehemaligen Ostblocks wird bis heute der „Tag des Sieges“ am 9. Mai begangen, teils mit Feierlichkeiten. In Estland, Lettland und Litauen wird am 8. oder 9. Mai auch des Beginns der sowjetischen Fremdherrschaft und des sowjetischen Terrors gegen deren Bevölkerung gedacht.

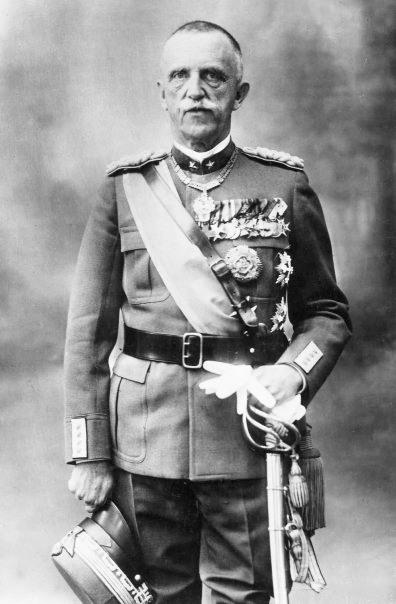
1946: Viktor Emanuel III.

- 1946: Viktor Emanuel III. dankt als König von Italien und Herzog von Savoyen zugunsten seines Sohnes Umberto II. ab, der dieses Amt aber nur wenige Tage innehaben wird.
- 1949: Fürst Rainier III. tritt nach dem Tod seines Großvaters Louis II. die Regentschaft im Fürstentum Monaco an, weil seine Mutter Charlotte von Monaco zu seinen Gunsten auf den Thron verzichtet hat.
- 1950: Aufbauend auf Jean Monnets Idee legt Frankreichs Außenminister Robert Schuman im Salon de l’Horloge des Quai d’Orsay den Schuman-Plan vor. Darin schlägt er als Keimzelle einer europäischen Zusammenarbeit die Schaffung einer Kohle- und Stahl-Produktionsgemeinschaft vor.
- 1955: Im Zuge der Westintegration der Bundesrepublik Deutschland wird in einem Festakt im Pariser Palais de Chaillot deren Beitritt zur NATO vollzogen.
- 1956: In Britisch-Togoland findet ein Referendum über den Anschluss an die britische Kolonie Goldküste, das spätere Ghana, statt.
- 1973: Rainer Barzel tritt als Fraktionsvorsitzender der CDU/CSU im Bundestag zurück, nachdem sich eine Mehrheit der Fraktion gegen den Beitritt der Bundesrepublik zu den Vereinten Nationen ausgesprochen hat. Eine Woche später erklärt Barzel auch seinen Rücktritt als Parteivorsitzender der CDU.
- 1976: Ulrike Meinhof, Mitglied der Ersten Generation der Rote Armee Fraktion, wird in ihrer Zelle im Gefängnis Stuttgart-Stammheim erhängt aufgefunden.

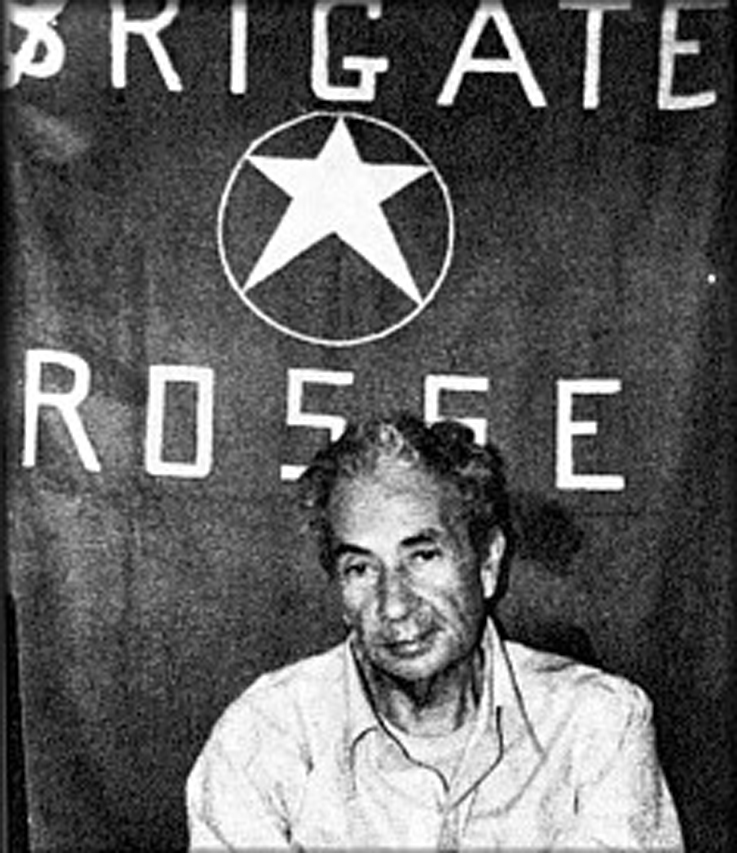
1978: Aldo Moro in Gefangenschaft

- 1978: Der italienische Christdemokrat und ehemalige Ministerpräsident Aldo Moro wird nach 55-tägiger Entführung, von Mario Moretti im Auftrag der Untergrundorganisation Rote Brigaden mit acht Schüssen ermordet, im Kofferraum eines Autos aufgefunden.
- 1980: Im Iran genehmigt Ajatollah Chomeini als Staatsoberhaupt das neue Hoheitszeichen, das sich als stilisierter Namenszug des Wortes Allah lesen lässt.
- 1984: Der bayerische Landtag hebt die Immunität von CSU-Generalsekretär Otto Wiesheu auf. Er wird später wegen eines tödlichen Autounfalls unter Alkoholeinfluss zu einem Jahr auf Bewährung verurteilt.

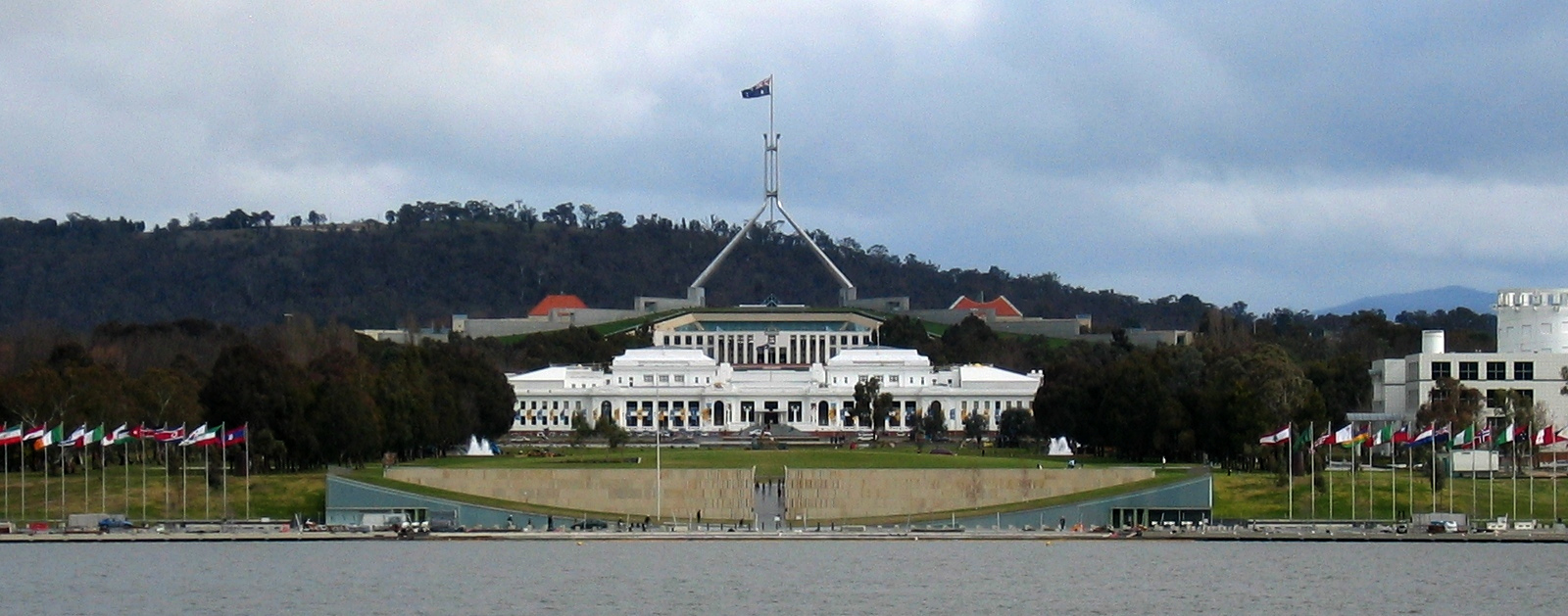
1988: Altes und neues Parlamentsgebäude in Canberra

- 1988: In Australiens Hauptstadt Canberra wird das neue Parlamentsgebäude auf dem Capital Hill feierlich eröffnet. Es ersetzt das 61 Jahre lang als „Provisorium“ genutzte Old Parliament House.
- 1993: Bei der ersten demokratischen Präsidentschaftswahl in Paraguay nach der Herrschaft der Diktatoren Alfredo Stroessner und Andrés Rodríguez wird Juan Carlos Wasmosy zum Präsidenten des Landes gewählt. Er tritt sein Amt am 15. August an.
- 1994: Nach dem Sieg des ANC bei den ersten demokratischen Wahlen in Südafrika wird Nelson Mandela zum Präsidenten gewählt. Er ist der erste schwarze Präsident in der Geschichte des Landes.
- 2000: Der ehemalige italienische Regierungschef Silvio Berlusconi wird in einem Berufungsverfahren vom Vorwurf der Bestechung von Steuerbeamten und anderer Delikte freigesprochen.
- 2004: Der tschetschenische Präsident Achmat Abdulchamidowitsch Kadyrow wird durch einen Bombenanschlag in Grosny ermordet. Der Rebellenführer Schamil Salmanowitsch Bassajew bekennt sich später zu diesem Anschlag.
- 2006: Die Mitglieder des UN-Menschenrechtsrates werden zum ersten Mal gewählt.

### Wirtschaft
- 1861: Der Zoo Dresden wird eröffnet, einer der ältesten in Deutschland.
- 1873: Der Gründerkrach, ein Börsenkrach an der Wiener Börse, ausgelöst durch hemmungslose Spekulationen rund um die Wiener Weltausstellung, führt nach den Gründerjahren international zu einer schweren Rezession. Beim Platzen der Spekulationsblase am „Schwarzen Freitag“ werden alleine rund 120 Unternehmen insolvent.
- 1882: Das deutsche Reichspatent Nummer 22244 schützt die von Georg Meisenbach erfundene Autotypie. Dieses Druckverfahren ermöglicht die Wiedergabe gerasterter Fotos in der Presse.
- 1951 In Wiesbaden wird die Deutsche Gesellschaft zur Förderung der Forschung im graphischen Gewerbe gegründet, die am 1. September in Deutsche Gesellschaft für Forschung im graphischen Gewerbe (Fogra) umbenannt wird. Zweck des Vereins unter dem Vorsitz von Wilhelm Lampl ist die Drucktechnik in den Bereichen Forschung, Entwicklung und Anwendung zu fördern und die Ergebnisse für die Druckindustrie nutzbar zu machen.
- 1980: In Bern wird das Übereinkommen über den internationalen Eisenbahnverkehr (COTIF) geschlossen.

### Wissenschaft und Technik

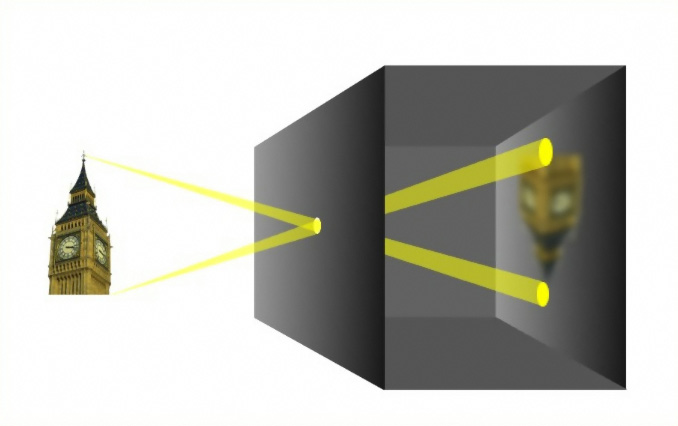
1816: Funktionsweise einer Lochkamera

- 1816: Der Franzose Joseph Nicéphore Niépce verwendet eine Camera obscura, um Bilder auf Chlorsilberpapier zu bannen. Er kann die Aufnahmen aber noch nicht fixieren.
- 1865: Der US-amerikanische Erfinder Richard Jordan Gatling lässt die von ihm 1861 erfundene Gatling Gun, einen Vorläufer des Maschinengewehrs, patentieren.
- 1876: Der deutsche Erfinder Nicolaus Otto nimmt versuchsweise seinen ersten Viertaktmotor, den Ottomotor, in Betrieb.
- 1878: David Edward Hughes präsentiert in der Royal Society in London ein verbessertes Mikrofon, das von ihm entwickelte Kohlemikrofon.
- 1879: Der Dresdner Arzt Maximilian Nitze stellt in Wien das erste Urethrozystoskop vor, ein Gerät zur Harnröhren- und Blasenspiegelung.
- 1908: Die Hochschule Wismar wird als Ingenieur-Akademie Wismar gegründet.

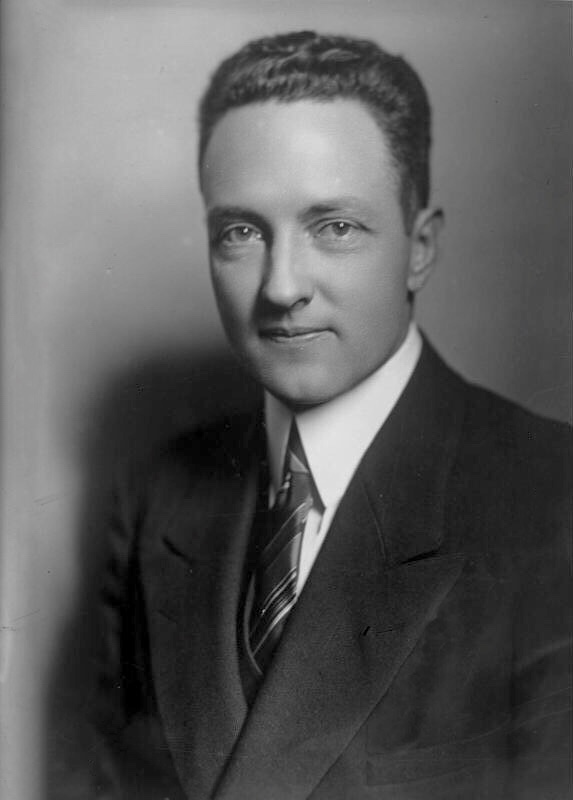
1926: Richard Evelyn Byrd

- 1926: Der US-amerikanische Polarforscher Richard Evelyn Byrd überquert nach eigenen Angaben mit seinem Copiloten Floyd Bennett als erster Mensch mit einem Flugzeug den Nordpol, eine Behauptung, die jedoch nie bewiesen werden kann.
- 1926: Das mit einem Flettner-Rotor ausgestattete Rotorschiff Buckau sorgt in New York City bei seiner Ankunft nach der Atlantiküberquerung für Aufsehen.
- 2003: Die Raumsonde Hayabusa der japanischen Raumfahrtagentur JAXA bricht zu ihrem Flug zum Asteroiden (25143) Itokawa auf. Sie wird ihr Ziel rund zweieinhalb Jahre später erreichen.

### Kultur
- 1812: La scala di seta (Die seidene Leiter), eine Farsa comica in einem Akt von Gioachino Rossini wird im Teatro San Moisè in Venedig uraufgeführt.
- 1868: Unter Leitung des Komponisten wird in Linz Anton Bruckners 1. Sinfonie uraufgeführt. Die Aufführung, die von Eduard Hanslick durchaus positiv rezensiert wird, gerät zu einem Achtungserfolg.

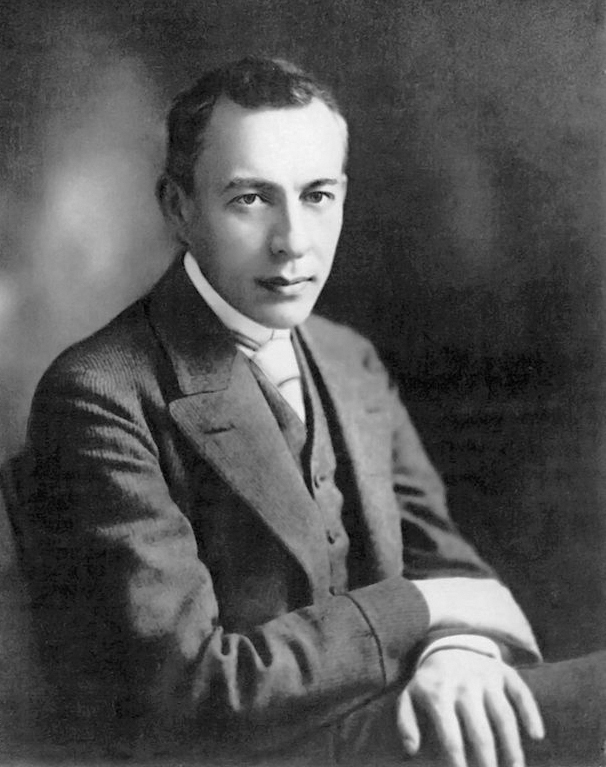
1893: Sergei Rachmaninow

- 1893: Die Oper Aleko von Sergei Wassiljewitsch Rachmaninow mit dem Libretto von Wladimir Nemirowitsch-Dantschenko, einer Bearbeitung des Gedichtes Tsygany (Die Zigeuner) von Alexander Sergejewitsch Puschkin, hat ihre Uraufführung am Bolschoi-Theater in Moskau.

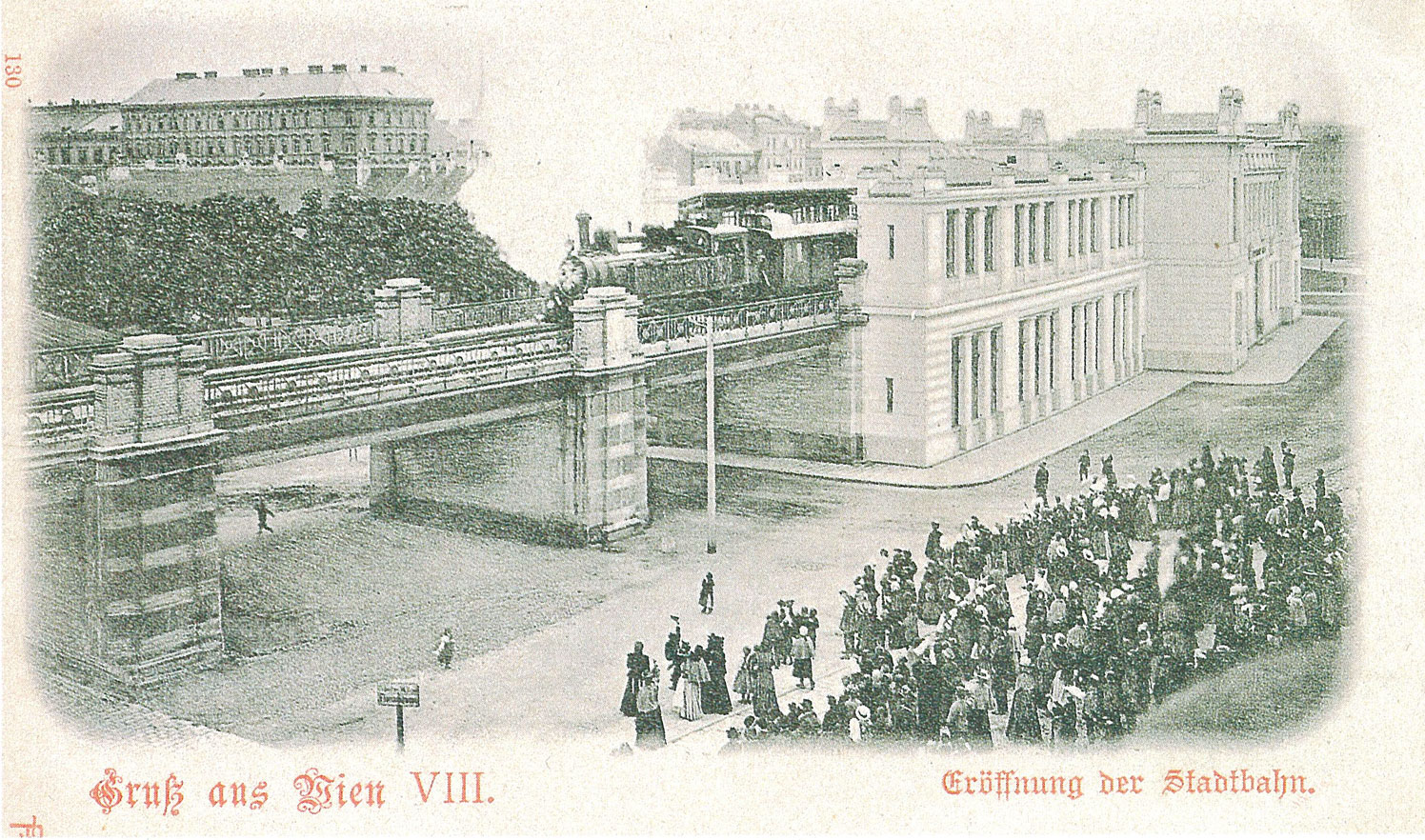
1898: Eröffnung der Wiener Stadtbahn

- 1898: Der österreichische Kaiser Franz Joseph I. eröffnet in Wien die Stadtbahn, die zu dieser Zeit noch in Dampfbetrieb geführt wird. Das Bauwerk des späten Historismus und frühen Jugendstils gehört zu den Hauptwerken des Architekten Otto Wagner.
- 1903: Knapp 30 Jahre nach dem Ableben des Komponisten Josef Strauss wird die nach seiner Musik entstandene Operette Frühlingsluft im Sommertheater Venedig in Wien im Wiener Prater uraufgeführt.
- 1957: Die Uraufführung der komischen Oper Der Revisor von Werner Egk nach der gleichnamigen Komödie von Nikolai Gogol erfolgt im Rokokotheater in Schwetzingen im Rahmen der dortigen Festspiele.
- 1958: In San Francisco wird Alfred Hitchcocks Thriller Vertigo mit James Stewart und Kim Novak in den Hauptrollen uraufgeführt. Der Film erhält gemischte Kritiken.

### Gesellschaft

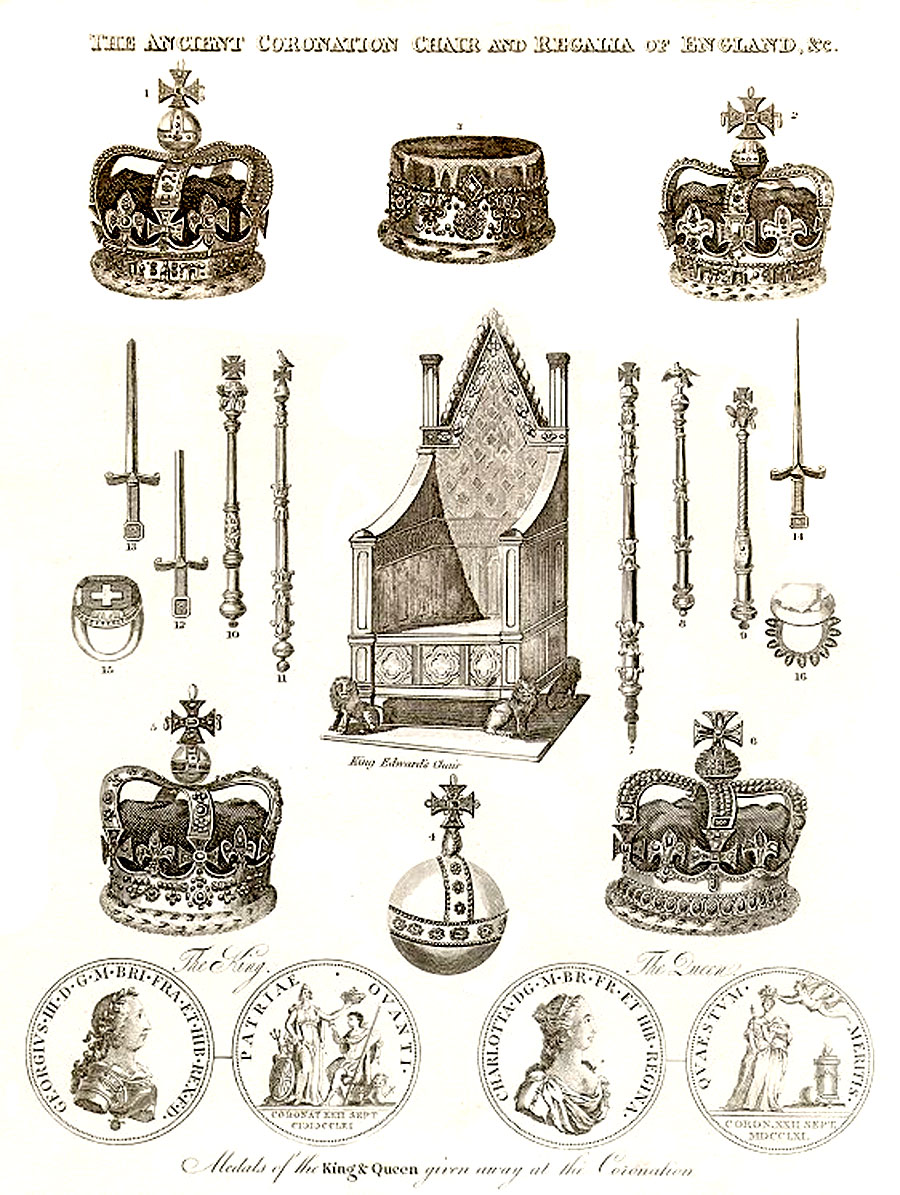
1671: Die Kronjuwelen (Stich von 1814)

- 1671: Der englische Abenteurer Thomas Blood versucht mit drei Komplizen, die Kronjuwelen aus dem Tower of London zu rauben. Es gelingt ihnen, den Verwalter zu überwältigen, doch werden sie noch vor der Flucht ergriffen. Sie werden später von König Karl II., der von ihrem Mut beeindruckt ist, begnadigt.
- 1980: In und bei der kalifornischen Kleinstadt Norco kommt es zu Schießereien zwischen schwerbewaffneten Bankräubern und der Polizei, wobei ein Polizist und zwei der Täter getötet sowie acht Polizisten verwundet werden.
- 2006: Der als „Kannibale von Rotenburg“ bekannt gewordene Armin Meiwes wird vom Landgericht nach einer Neuverhandlung wegen Mordes und Störung der Totenruhe zu lebenslanger Freiheitsstrafe verurteilt.

### Religion

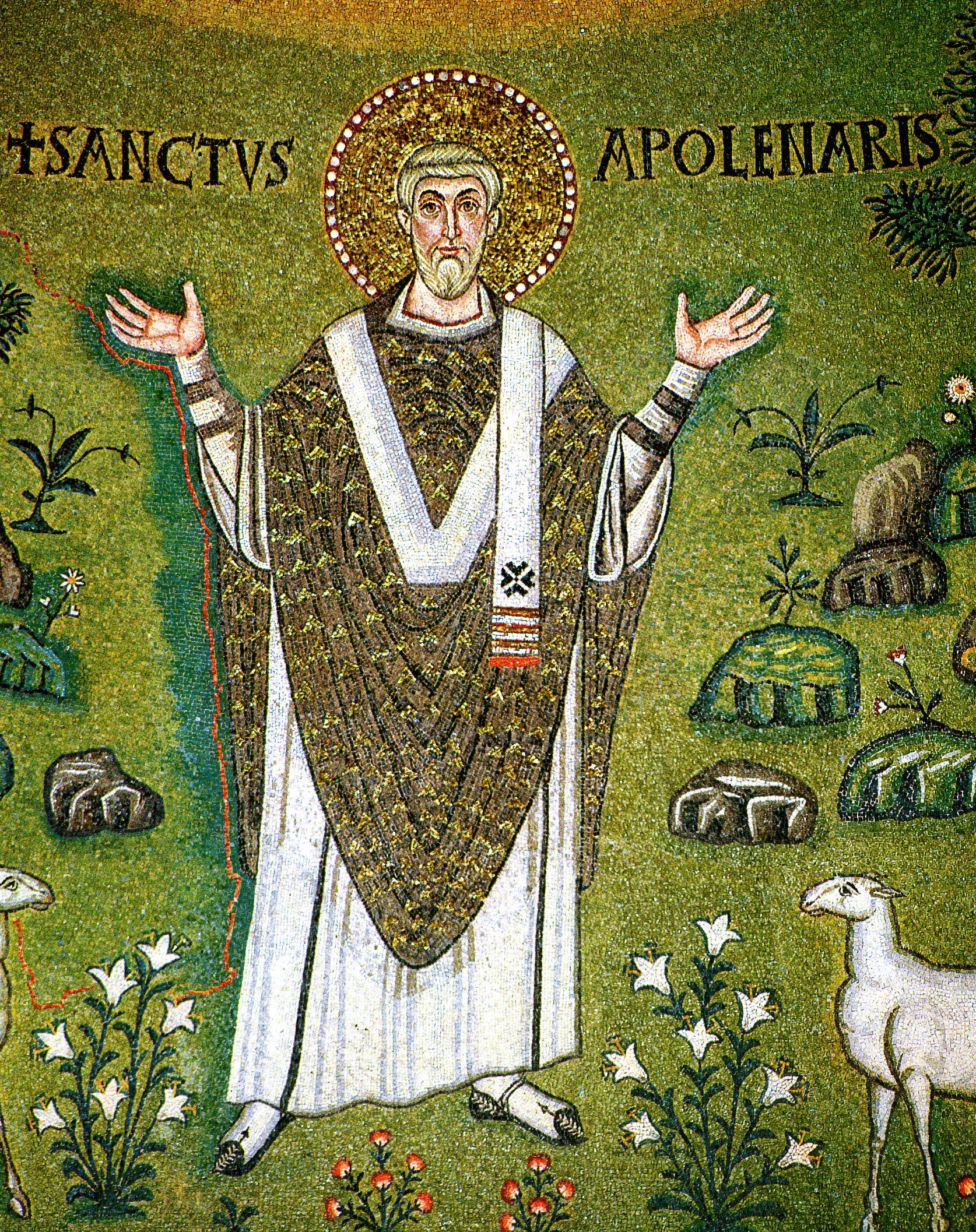
569: Mosaik des Apollinaris von Ravenna in Sant’Apollinare

- 0549: Bischof Maximianus von Ravenna weiht in Classe bei Ravenna die Kirche Sant’Apollinare ein, die wegen ihrer Wandmosaike bekannt wird.
- 1087: Die Gebeine des Heiligen Nikolaus von Myra treffen in Bari ein. Italienische Kaufleute haben sie nach der Eroberung Lykiens durch die Seldschuken aus Myra abtransportiert.
- 1087: Viktor III. wird als Papst inthronisiert, fast ein Jahr nach der Wahl gegen seinen Willen und nach Überwinden eigenen Widerstrebens.
- 1959: In Berlin erfolgt die Grundsteinlegung für den Neubau der Kaiser-Wilhelm-Gedächtniskirche. Der Sakralbau entsteht nach den Plänen des Architekten Egon Eiermann.
- 1985: Die Kongregation für die Glaubenslehre erlegt Leonardo Boff, einem der Hauptvertreter der Befreiungstheologie, ein einjähriges „Bußschweigen“ auf.

### Natur und Umwelt

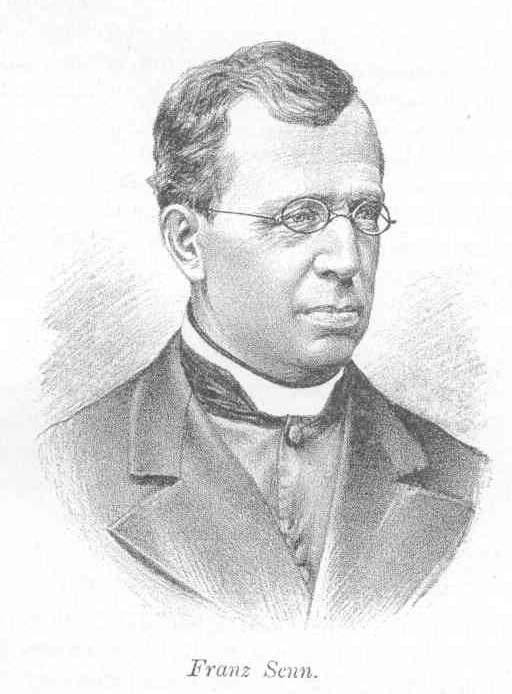
1869: Franz Senn

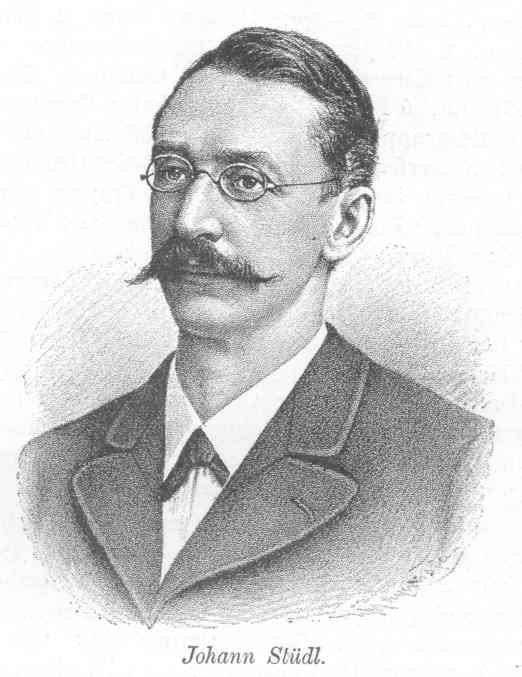
1869: Johann Stüdl

- 1869: Unzufriedene Mitglieder des Österreichischen Alpenvereins um Franz Senn und Johann Stüdl gründen in München den Bildungsbürgerlichen Bergsteigerverein, aus dem sich später der Deutsche Alpenverein (DAV) entwickelt. Zweck des Vereins ist es, die touristische Erschließung der Alpen nicht nur moralisch und akademisch, sondern aktiv, etwa durch den Bau von Hütten und Wegen zu unterstützen.

### Katastrophen
- 1877: Beim Erdbeben von Iquique und dem darauf folgenden Tsunami kommen 2541 Menschen ums Leben. Die meisten Opfer gibt es in Chile in der Region von Iquique und im benachbarten Peru. Doch die Auswirkungen sind bis nach Hawaii und Japan zu spüren.
- 1934: In der Dust Bowl im amerikanischen Mittelwesten kommt es zu einem der schwersten Staubstürme der Geschichte, der zwei Tage andauert. Der Staub erreicht am gleichen Tag Chicago, wo mehrere Millionen Tonnen Staub niedergehen, und am Folgetag die amerikanische Ostküste. Im folgenden Winter fällt in New England roter Schnee. Die wirtschaftliche Existenz tausender Farmerfamilien ist durch den Sturm auf einen Schlag gefährdet.
- 1987: Ein Charterflugzeug vom Typ Iljuschin Il-62 der polnischen LOT stürzt eine knappe Stunde nach dem Start in Warschau ab. 183 Menschen sterben.
- 2001: Beim Fußballspiel zwischen den beiden ghanaischen Clubs Hearts of Oak SC und Asante Kotoko SC in Accra kommt es zu einer Panik im Fußballstadion. Dabei kommen 126 Menschen ums Leben.
- 2012: Beim Absturz eines Suchoi Superjets 100 während eines Demonstrationsfluges in Indonesien kommen alle 45 Insassen ums Leben.

Kleinere Unglücksfälle sind in den Unterartikeln von Katastrophe und in der Liste von Katastrophen aufgeführt.

### Sport
- 1905: In Reutlingen wird der Sportverein FC Arminia Reutlingen 1905 gegründet, aus dem sich später der SSV Reutlingen 05 entwickeln wird.

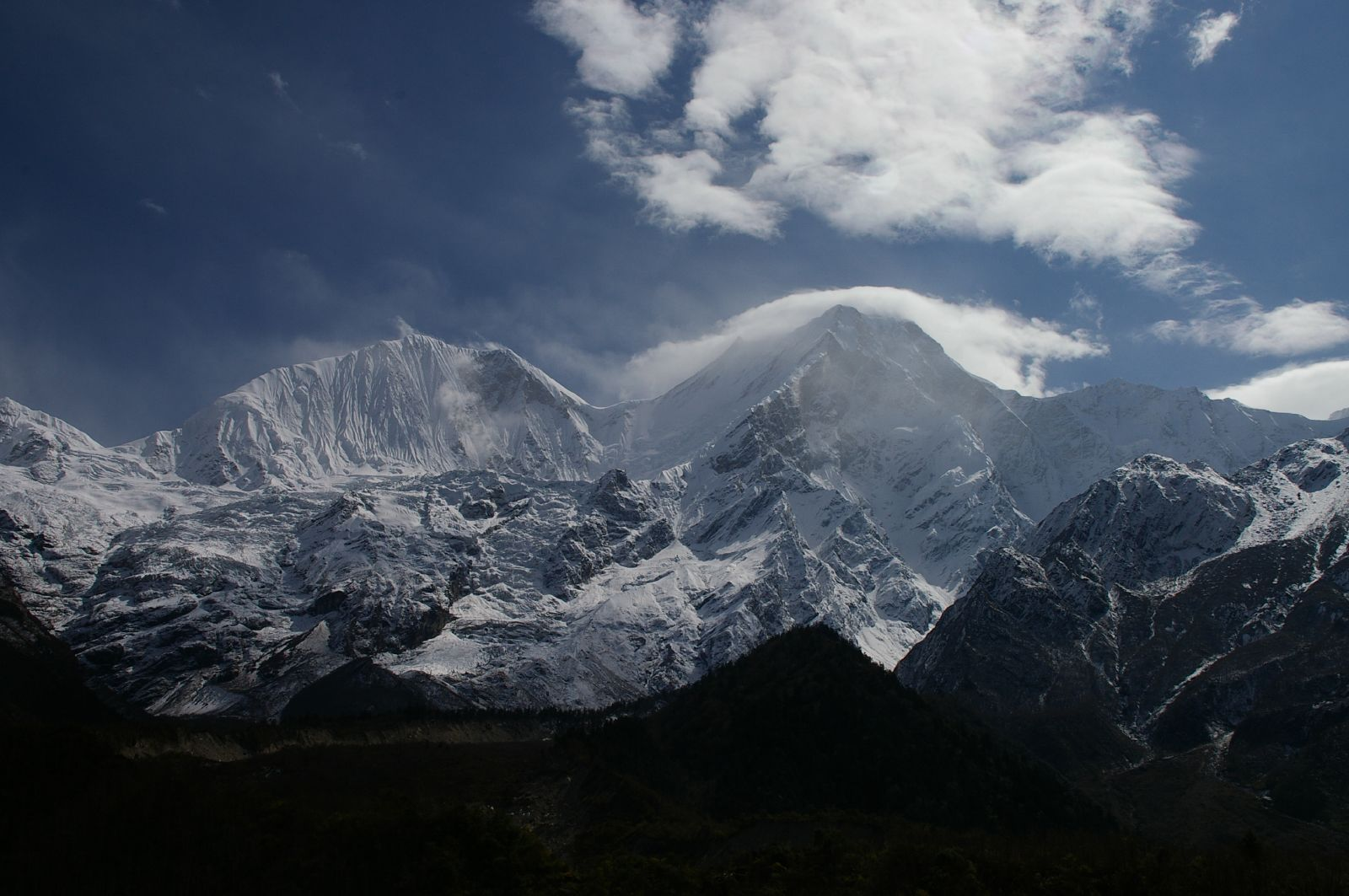
1956: Manaslu

- 1956: Einer japanischen Expedition unter Maki Yūkō gelingt über die Nordostflanke die Erstbesteigung des Manaslu in Nepal, des achthöchsten Berges der Welt.
- 1964: Der 1. FC Köln wird erster Meister der im Vorjahr eingeführten deutschen Fußball-Bundesliga.
- 1990: Die DDR-Frauenfußballnationalmannschaft bestreitet ihr einziges Länderspiel, das gegen die Fußballnationalmannschaft der Tschechoslowakei im Karl-Liebknecht-Stadion in Potsdam-Babelsberg vor etwa 800 Zuschauern 0:3 verloren geht.
- 1998: Der 1. FC Kaiserslautern mit Trainer Otto Rehhagel wird als erster Aufsteiger in der Geschichte der Fußball-Bundesliga Deutscher Meister.
- 2011: Der Radprofi Wouter Weylandt (Belgien/Leopard Trek) stirbt nach einem Sturz in einer Abfahrt auf der dritten Etappe des Giro d’Italia nahe Rapallo. Er ist der vierte Radprofi, der in der Geschichte der Rundfahrt starb.

Einträge von Leichtathletik-Weltrekorden befinden sich unter der jeweiligen Disziplin unter Leichtathletik.

## Geboren

### Vor dem 18. Jahrhundert

Minamoto no Yoritomo (* 1147)

- 1147: Minamoto no Yoritomo, erster Shōgun Japans
- 1151: al-ʿĀdid, Kalif der Fatimiden
- 1385: Johann I. von Valois, erster Herzog von Alençon
- 1427: Françoise d’Amboise, Herzogin von Bretagne
- 1567: Johann Georg I., regierender Fürst von Anhalt-Dessau
- 1594: Ludwig Heinrich, Graf bzw. Fürst von Nassau-Dillenburg
- 1596: Abraham van Diepenbeeck, niederländischer Maler
- 1610: Johann Michael Fehr, deutscher Arzt
- 1617: Friedrich, Landgraf von Hessen-Eschwege
- 1635: August, Herzog von Schleswig
- 1650: Johann Martin Veith, Schweizer Maler
- 1652: Johann Baptist Röschel, ungarischer Physiker und lutherischer Theologe
- 1661: Jahandar Shah, Großmogul von Indien
- 1682: Johannes Ens, niederländischer reformierter Theologe
- 1685: Georg Sebastian Urlaub, fränkischer Maler
- 1696: Peter Heel, deutscher Bildhauer
- 1699: Gregorio Mayans y Siscar, spanischer Jurist, Historiker, Philologe, Romanist und Hispanist

### 18. Jahrhundert
- 1709: Jacob von Staehlin, deutscher Universalgelehrter und Staatsrat in russischen Diensten
- 1740: Giovanni Paisiello, italienischer Komponist
- 1741: Gregorio García de la Cuesta, spanischer Generalkapitän, Präsident des Obersten Rates von Kastilien
- 1744: Anton Höhne, deutschböhmischer Baumeister, Architekt und Unternehmer
- 1746: Gaspard Monge, französischer Mathematiker und Physiker

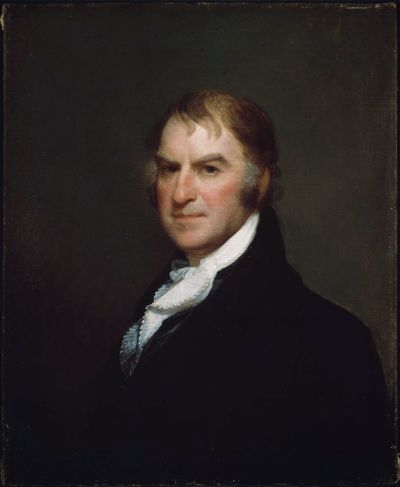
Theodore Sedgwick (* 1746)

- 1746: Theodore Sedgwick, US-amerikanischer Jurist und Politiker, Senator, Mitglied und Sprecher des Repräsentantenhauses
- 1747: Ferdinand Anton von Ahlefeldt, dänischer Diplomat
- 1751: Jakob Friedrich von Abel, deutscher Philosoph
- 1752: Johann Anton Leisewitz, deutscher Autor, Jurist und Schriftsteller
- 1760: Johannes Walch, deutscher Geistlicher und Pädagoge
- 1763: János Batsányi, ungarischer Dichter
- 1775: Heinrich Karl Ludwig Bardeleben, deutscher Jurist und Politiker
- 1781: Friedrich Adolph August Struve, deutscher Arzt und Apotheker
- 1784: Georg von Oldenburg, Herzog von Oldenburg
- 1785: James Pollard Espy, US-amerikanischer Meteorologe
- 1793: Johannes Cornelis de Jonge, niederländischer Geschichtsschreiber
- 1796: Joseph Meyer, deutscher Verleger
- 1796: August Friedrich Pauly, deutscher Klassischer Philologe
- 1800: John Brown, US-amerikanischer Abolitionist

### 19. Jahrhundert

#### 1801–1850
- 1801: Samuel Cousins, englischer Kupferstecher
- 1801: Daniel Wallace, US-amerikanischer Politiker
- 1803: António Bernardo da Costa Cabral, portugiesischer Politiker
- 1808: John Scott Russell, britischer Schiffbauer
- 1808: Carlo Sacconi, italienischer Kurienkardinal

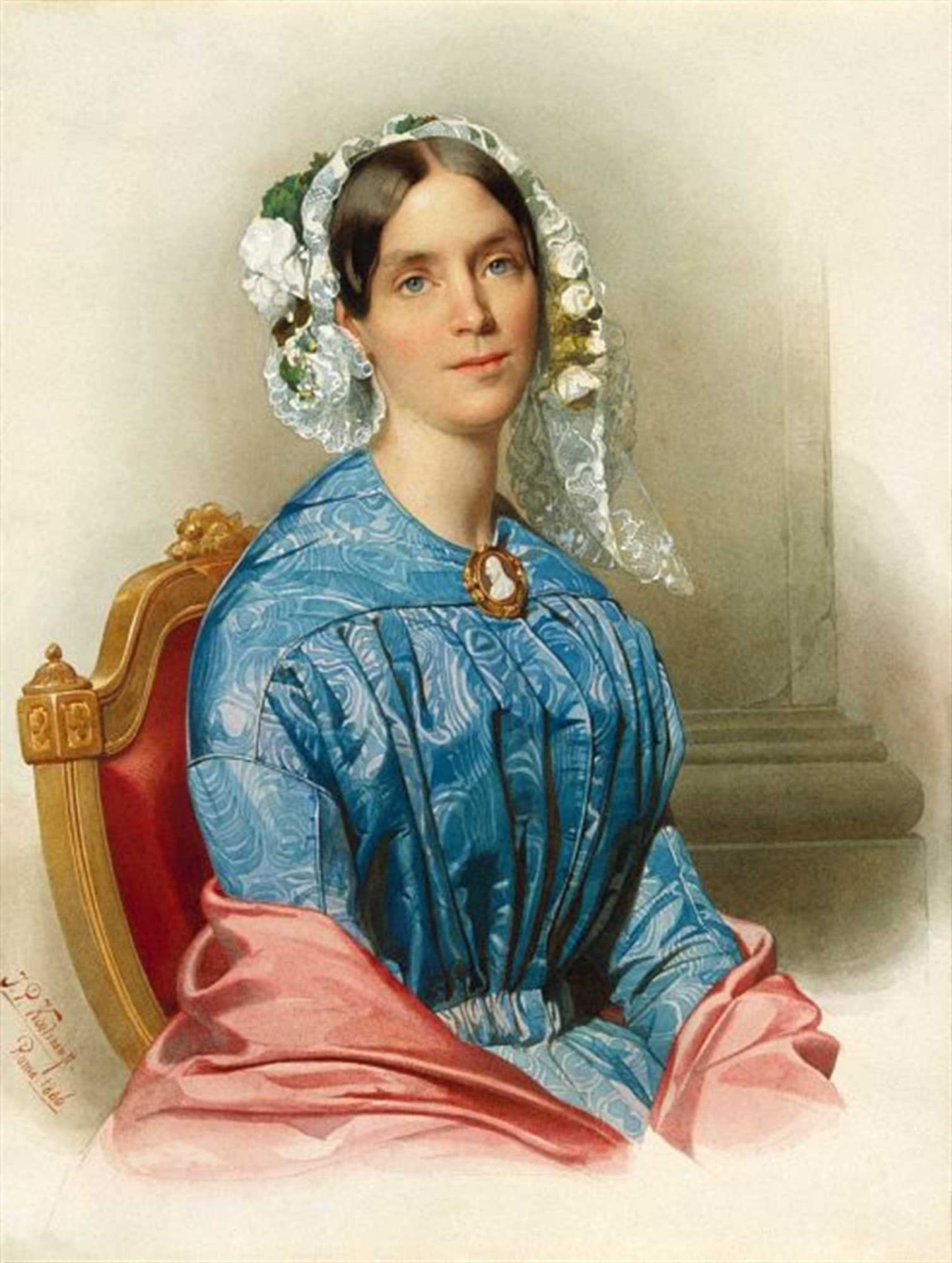
Marianne von Oranien-Nassau (* 1810)

- 1810: Marianne von Oranien-Nassau, Prinzessin von Preußen
- 1810: Friederike Tomasini, deutsche Opernsängerin
- 1813: Gustav Blaeser, deutscher Bildhauer
- 1814: Adolf Henselt, deutscher Komponist und Klaviervirtuose
- 1819: Joseph Völk, deutscher Politiker und Rechtsanwalt
- 1823: Frederick Weld, Premierminister Neuseelands und Gouverneur von drei britischen Kolonien
- 1825: Peregrin Obdržálek, tschechischer Priester, Autor religiöser Literatur
- 1826: Ulrich von Behr-Negendank, preußischer Politiker
- 1826: Oscar Berger-Levrault, französischer Philatelist
- 1828: Andrew Murray, südafrikanischer Pfarrer und Schriftsteller schottischer Abstammung
- 1830: Harriet Lane, US-amerikanische First Lady
- 1831: Jakob Pallenberg, deutscher Möbelfabrikant und Kunstmäzen
- 1834: Justus Hermann Lipsius, deutscher Altphilologe
- 1837: Maria Mazzarello, italienische Ordensfrau, Mitbegründerin der Don-Bosco-Schwestern

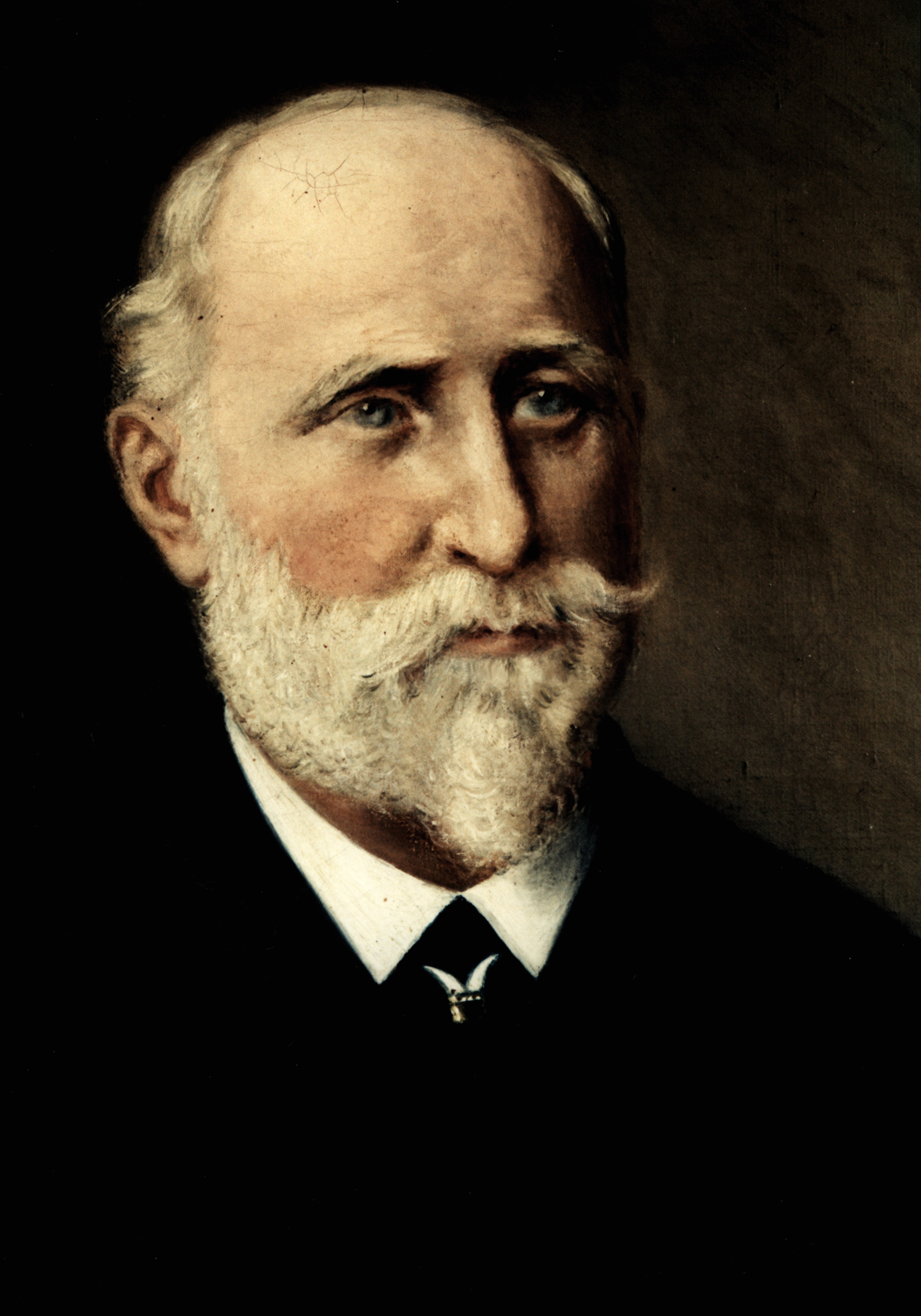
Adam Opel (* 1837)

- 1837: Adam Opel, deutscher Unternehmer und Industrieller, Gründer der Firma Opel
- 1838: Julius Walzer, deutscher Rittergutsbesitzer und Mitglied des Reichstags
- 1840: Cesare Maccari, italienischer Maler und Bildhauer
- 1841: Emma Laddey, deutsche Schauspielerin und Schriftstellerin
- 1843: Emil Hartwich, deutscher Jurist und Sportpädagoge
- 1843: Hermann Hitzig, Schweizer Altphilologe
- 1843: Anton von Werner, deutscher Historienmaler, Hauptrepräsentant des Wilhelminismus
- 1844: Belle Boyd, Spionin der Südstaaten im Amerikanischen Bürgerkrieg
- 1845: Gustav de Laval, französisch-schwedischer Ingenieur
- 1846: Nikolai Feopemptowitsch Solowjow, russischer Komponist und Musikpädagoge
- 1849: Friedrich Freudenthal, deutscher Heimatschriftsteller
- 1849: Theodor Leutwein, Gouverneur von Deutsch-Südwestafrika

#### 1851–1900

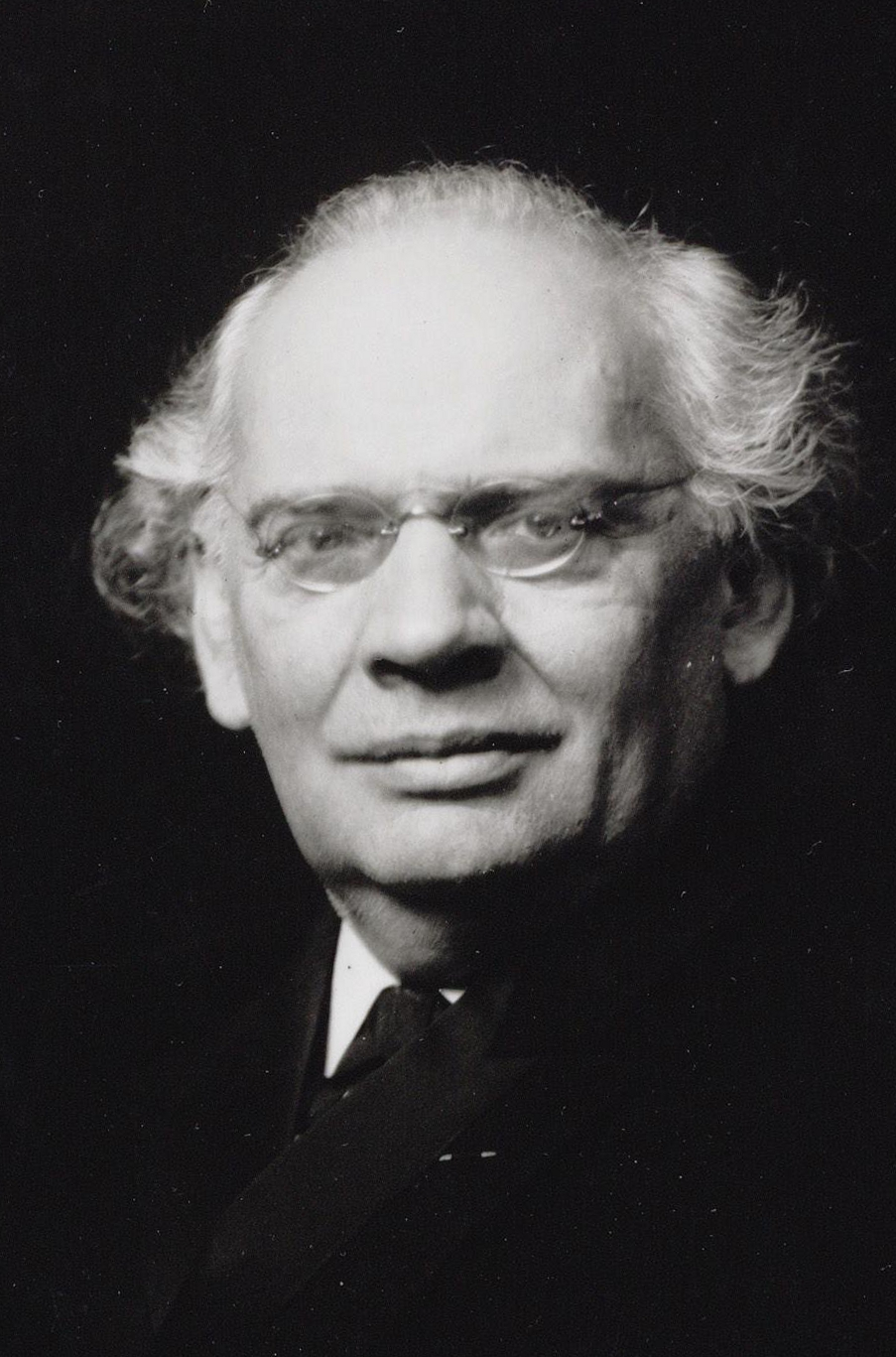
Julius Röntgen (* 1855)

- 1855: Julius Röntgen, deutsch-niederländischer Komponist und Pianist
- 1855: Ernst Seifert, deutscher Orgelbauer
- 1857: Sidney Kidman, australischer Geschäftsmann
- 1858: Natalie Bauer-Lechner, österreichische Bratschistin
- 1859: Richard Mandl, österreichischer Komponist
- 1860: J. M. Barrie, britischer Schriftsteller und Dramatiker aus Schottland (Peter Pan)
- 1861: Anna Pappritz, deutsche Schriftstellerin und Frauenrechtlerin
- 1863: Hermann Hidding, deutscher Bildhauer
- 1864: Emmett Lundy, US-amerikanischer Old-Time-Musiker
- 1864: Richard Schumann, deutsch-österreichischer Astronom
- 1865: Leonhard Bauer, deutscher Missionslehrer, Pionier der arabischen Dialektologie
- 1865: August de Boeck, belgischer Komponist und Organist
- 1865: Kalle Løchen, norwegischer Maler und Schauspieler
- 1866: Léon Bakst, russisch-französischer Maler und Bühnenbildner

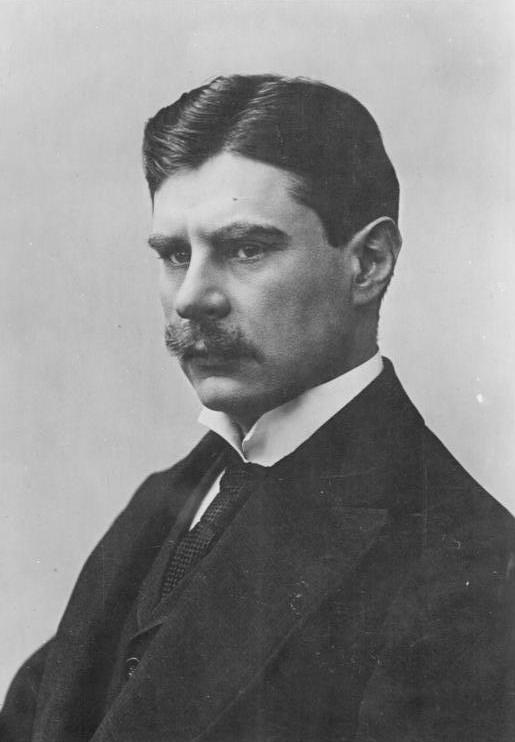
Hans Baluschek (* 1870)

- 1870: Hans Baluschek, deutscher Maler, Grafiker und Schriftsteller
- 1874: Howard Carter, britischer Archäologe
- 1875: Leopold Andrian, österreichischer Dichter, Schriftsteller und Diplomat
- 1875: Friedrich Horn, deutscher evangelischer Theologe
- 1875: Ole Mørk Sandvik, norwegischer Volksliedsammler, Musikforscher und -pädagoge
- 1876: Ernst Hardt, deutscher Schriftsteller
- 1877: Ferdinand Abt, deutscher Bildhauer
- 1877: Charles Rothschild, britischer Bankier, Entomologe und Naturschützer
- 1878: Alwin Arndt, deutscher Pädagoge, Biologe und Historiker
- 1879: Franz Paul Fiebrich, österreichischer Komponist von Wienerliedern, Volkssänger, Chorleiter und Dichter
- 1880: Mihkel Lüdig, estnischer Komponist
- 1880: Heinrich Schmiedeknecht, deutscher Architekt
- 1881: Hermann Aichele, deutscher Verwaltungsbeamter

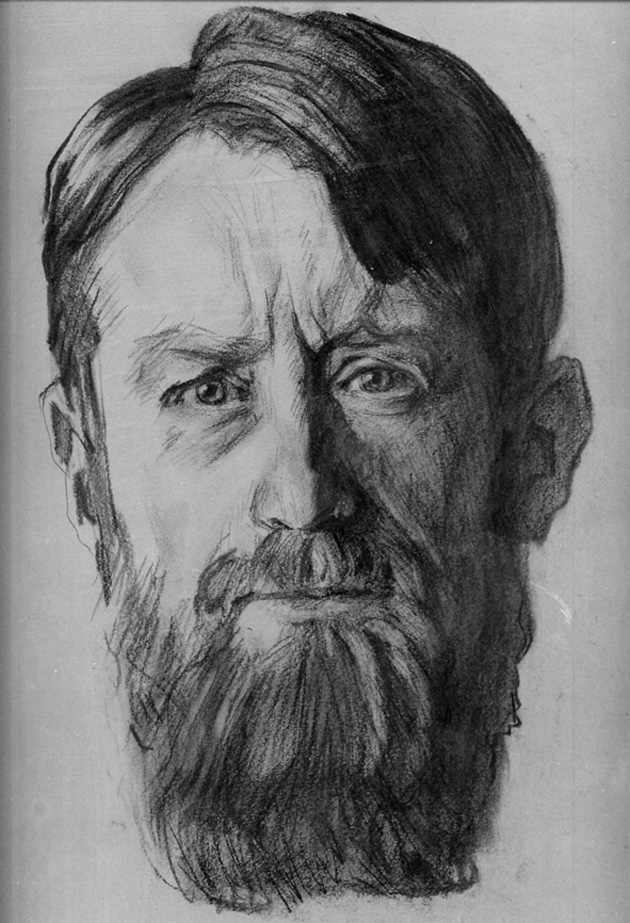
Karl Hanusch (* 1881)

- 1881: Karl Hanusch, deutscher Maler und Graphiker
- 1882: Edward Aloysius Mooney, Erzbischof von Detroit und Kardinal
- 1882: Jossele Rosenblatt, ukrainischer Chasan und Komponist
- 1882: Otto Soyka, österreichischer Journalist und Schriftsteller
- 1882: Richard Weissbach, deutscher Verleger
- 1883: Armin Berg, österreichischer Kabarettist
- 1883: José Ortega y Gasset, spanischer Philosoph, Soziologe und Essayist
- 1884: Friedrich Krause-Osten, deutscher Maler
- 1885: Wilhelmine Lübke, deutsche Politikerin, Vorsitzende des Müttergenesungswerks
- 1886: Francis Biddle, US-amerikanischer Richter bei den Nürnberger Prozessen
- 1886: Edu Snethlage, niederländischer Fußballspieler
- 1887: Francisco Alonso, spanischer Komponist
- 1887: Elsa Conrad, deutsche Aktivistin der lesbischen Szene im Berlin der 1920er Jahre
- 1887: Erich Hylla, deutscher Pädagoge
- 1887: Jan Morávek, tschechischer Historiker und Archivar
- 1887: Fritz von Waldthausen, deutscher Bankier
- 1888: Francesco Baracca, italienischer Jagdflieger im Ersten Weltkrieg
- 1891: Fritz Heitmann, deutscher Organist
- 1891: May Warden, britische Schauspielerin

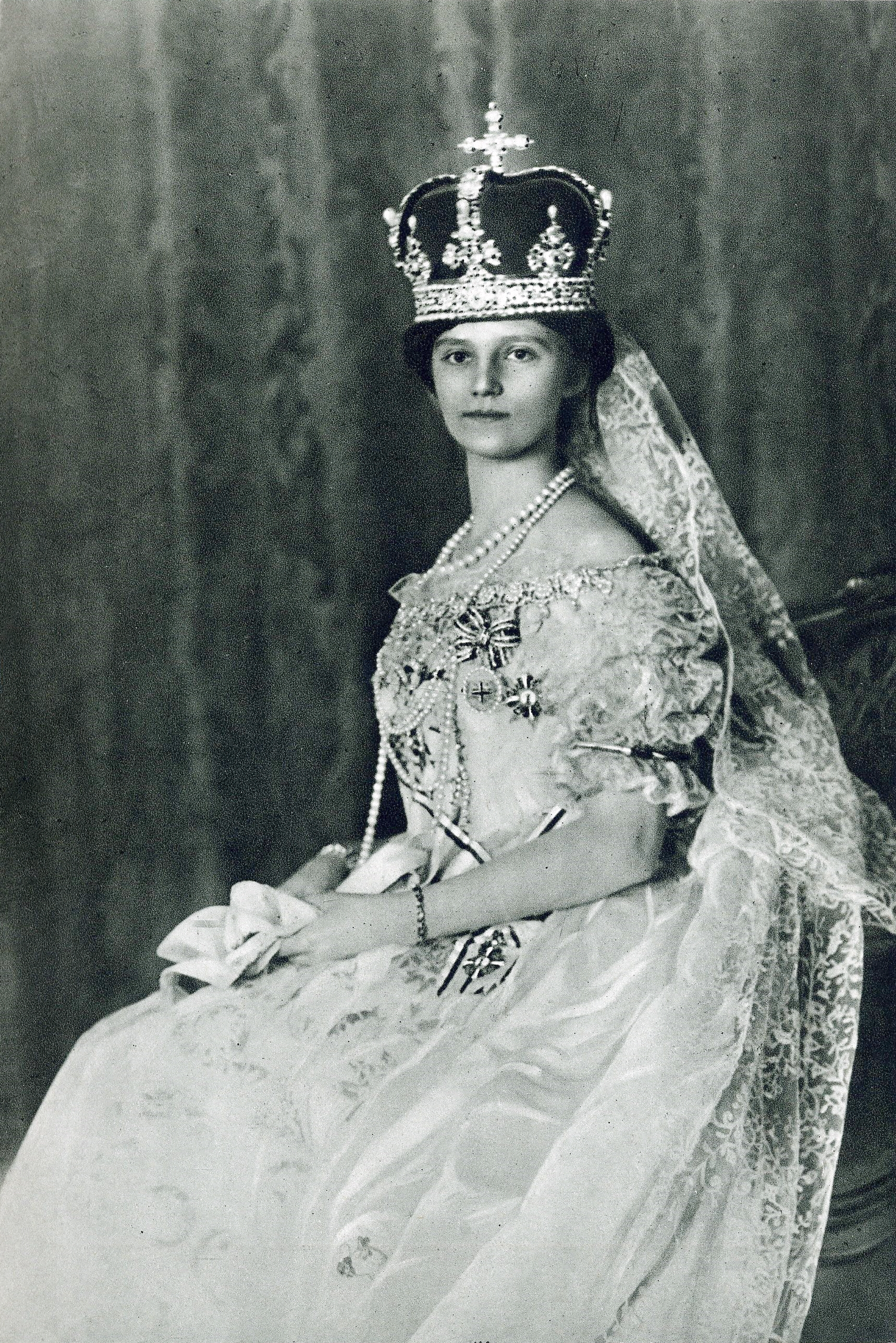
Zita von Bourbon-Parma (* 1892)

- 1892: Zita von Bourbon-Parma, letzte Kaiserin von Österreich
- 1892: Hans Domizlaff, deutscher Schöpfer bekannter Marken und Markenartikel
- 1892: Hanna Klose-Greger, deutsche Schriftstellerin, Grafikerin und Malerin
- 1892: Walter Zimmermann, deutscher Biologe und Botaniker
- 1893: William Moulton Marston, US-amerikanischer Psychologe und Comic-Zeichner
- 1893: Pitigrilli, italienischer Schriftsteller, Journalist und Rechtswissenschaftler
- 1894: Benjamin Graham, US-amerikanischer Wirtschaftswissenschaftler und Investor
- 1894: Hippolyte Schouppe, belgischer Ruderer
- 1895: Richard Barthelmess, US-amerikanischer Schauspieler
- 1896: Jacob Muyser, katholischer Priester, Ordensmann und Liturgiewissenschaftler
- 1897: Clara Ege, deutsche Malerin, Bildhauerin und Seidenweberin
- 1898: Friedrich Ritter, deutscher Geologe und Botaniker
- 1900: Theodor Zeller, deutscher Maler und Graphiker

### 20. Jahrhundert

#### 1901–1925
- 1901: Erik Olson, schwedischer Maler
- 1901: Louis Preller, deutscher Landschafts- und Marinemaler
- 1901: Elmer Raguse, US-amerikanischer Tontechniker
- 1902: Juan Santiago Garrido, chilenischer Komponist und Musikwissenschaftler
- 1904: Erwin van Aaken, deutscher Architekt
- 1904: Gregory Bateson, britisch-US-amerikanischer Anthropologe, Sozialwissenschaftler und Kybernetiker
- 1904: Pol Demeuter, belgischer Motorradrennfahrer
- 1904: David MacDonald, britischer Filmregisseur
- 1904: Reinhard Schwarz-Schilling, deutscher Komponist
- 1904: Grete Stern, deutsche Fotografin und Designerin
- 1904: Takeda Rintarō, japanischer Schriftsteller
- 1905: Lilí Álvarez, spanische Tennisspielerin und Journalistin
- 1905: Hans-Heinrich Reckeweg, deutscher Arzt
- 1906: Reinhard Cherubim, deutscher Schachspieler, -journalist und -funktionär
- 1906: Otto Flath, Holzbildhauer und Maler
- 1906: Olof Jägerskiöld, schwedischer Historiker
- 1907: Hans Wilhelm Hagen, deutscher Journalist, Kunsthistoriker und Kulturfunktionär
- 1907: Kathryn Johanna Kuhlman, US-amerikanische Evangelistin
- 1907: Henri Lachuer, französischer Automobilrennfahrer

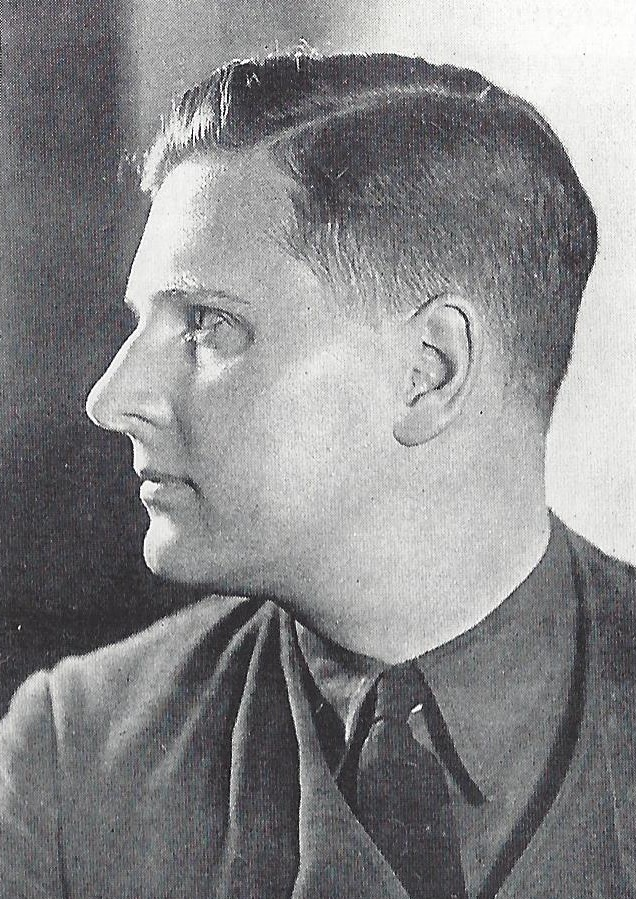
Baldur von Schirach (* 1907)

- 1907: Baldur von Schirach, deutscher Politiker während des Nationalsozialismus, Reichsjugendführer und Kriegsverbrecher
- 1908: Basilio Mario Biucchi, Schweizer Politiker und Hochschullehrer
- 1908: Grete Boesel, Aufseherin im KZ Ravensbrück
- 1908: August-Martin Euler, deutscher Jurist und Politiker, MdL, MdB
- 1908: Siegfried Meurer, Entwickler des MAN-M-Motors
- 1908: Boris Roubakine, kanadischer Pianist und Musikpädagoge
- 1908: August Schirmer, Schweizer Wirtschafts- und Rechtskonsulent und Politiker
- 1909: Gordon Bunshaft, US-amerikanischer Architekt
- 1909: Hilde Levi, deutsch-dänische Physikerin
- 1909: Kira Kirillowna Romanowa, russische Großfürstin, durch Heirat preußische Prinzessin
- 1910: Walther Tripps, deutscher Leichtathlet
- 1912: Pedro Armendáriz, mexikanischer Schauspieler
- 1912: Arnošt Kreuz, tschechoslowakischer Fußballspieler
- 1912: Lilly Kröhnert, deutsche Malerin und Bildhauerin
- 1912: Frank Seiboth, deutscher Politiker
- 1914: Carlo Maria Giulini, italienischer Dirigent
- 1914: Ángel E. Lasala, argentinischer Komponist und Pianist
- 1914: Josef Müller-Brockmann, Schweizer Grafikdesigner, Typograph, Autor und Lehrer
- 1914: Hank Snow, kanadischer Country-Sänger
- 1914: Peter Wehle, österreichischer Komponist, Autor und Kabarettist
- 1918: Günter Ammon, deutscher Psychoanalytiker

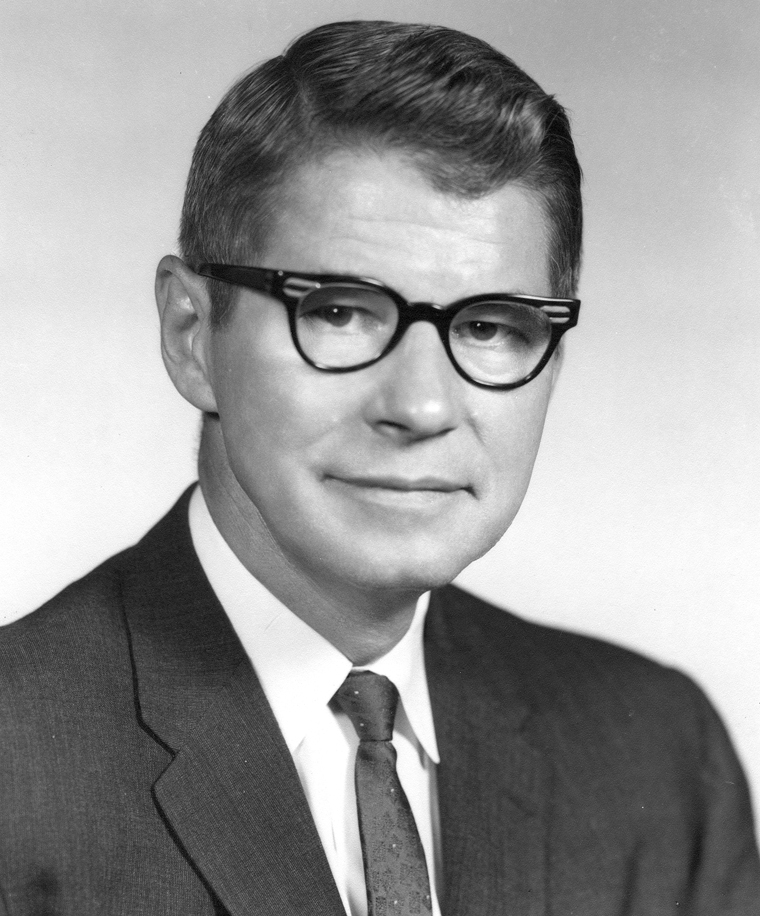
Orville Freeman (* 1918)

- 1918: Orville Freeman, US-amerikanischer Politiker
- 1918: Mike Wallace, US-amerikanischer Journalist, Nachrichtensprecher und Korrespondent
- 1920: Richard Adams, britischer Schriftsteller
- 1920: Cristóbal Humberto Ibarra, salvadorianischer Lyriker, Erzähler und Essayist
- 1920: Celia Sánchez, kubanische Revolutionärin und Politikerin
- 1921: Daniel Berrigan, US-amerikanischer Jesuit, Schriftsteller und Friedensaktivist
- 1921: Sophie Scholl, deutsche Studentin und Widerstandskämpferin (Weiße Rose)
- 1921: Bendt Rothe, dänischer Schauspieler, Regisseur, Anwalt und Autor
- 1922: Walter H. Hitzig, Schweizer Kinderarzt und Transplantationsmediziner
- 1923: Ruth Kommerell, deutsche Schauspielerin
- 1924: Bulat Schalwowitsch Okudschawa, russischer Dichter und Liedermacher
- 1925: Heimrad Bäcker, österreichischer Schriftsteller und Herausgeber

#### 1926–1950

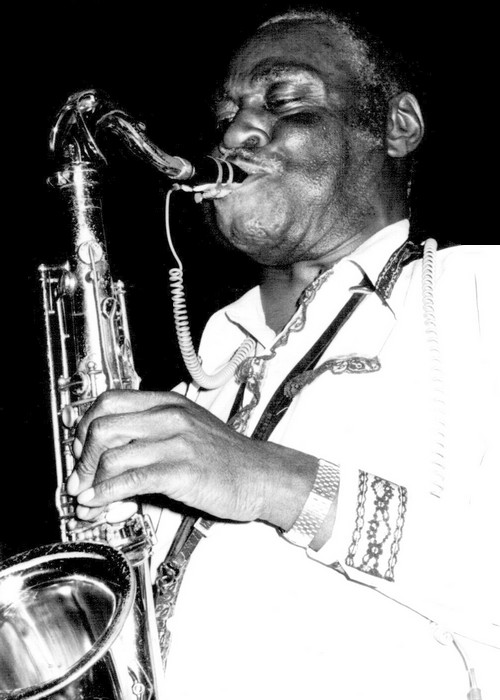
A.C. Reed (* 1926)

- 1926: A.C. Reed, US-amerikanischer Blues-Saxophonist und Sänger
- 1927: Guido Caroli, italienischer Eisschnellläufer
- 1927: Hans Daiber, deutscher Journalist und Autor
- 1927: Manfred Eigen, deutscher Bio- und Physikochemiker
- 1927: Carlos Piantini, dominikanischer Geiger und Dirigent
- 1927: Ferdinand Seibt, deutscher Historiker
- 1927: Wim Thoelke, deutscher Fernsehmoderator
- 1928: Peter Ashcroft, britischer Manager
- 1928: Ralph Goings, US-amerikanischer Künstler
- 1928: Pancho Gonzales, US-amerikanischer Tennisspieler
- 1928: Peter Merseburger, deutscher Journalist und Autor
- 1928: Harry Rasky, kanadischer Dokumentarfilmproduzent und -regisseur
- 1928: Barbara Ann Scott, kanadische Eiskunstläuferin
- 1929: Kay Dotrice, britische Schauspielerin
- 1929: Wolfgang Greß, Wirtschaftsfunktionär der DDR
- 1929: Dieter Medicus, deutscher Rechtswissenschaftler
- 1930: Joan Sims, britische Schauspielerin
- 1931: Knut Andersen, norwegischer Filmregisseur, Drehbuchautor, Schauspieler und Filmeditor
- 1932: Javier Ambrois, uruguayischer Fußballspieler
- 1932: Geraldine McEwan, britische Schauspielerin
- 1932: Peter von Tramin, österreichischer Schriftsteller
- 1934: Bengt Anlert, schwedischer Fußballspieler und -trainer
- 1934: Björn Anlert, schwedischer Fußballspieler
- 1934: Hans-Helmuth Knütter, deutscher Politikwissenschaftler und Extremismusforscher

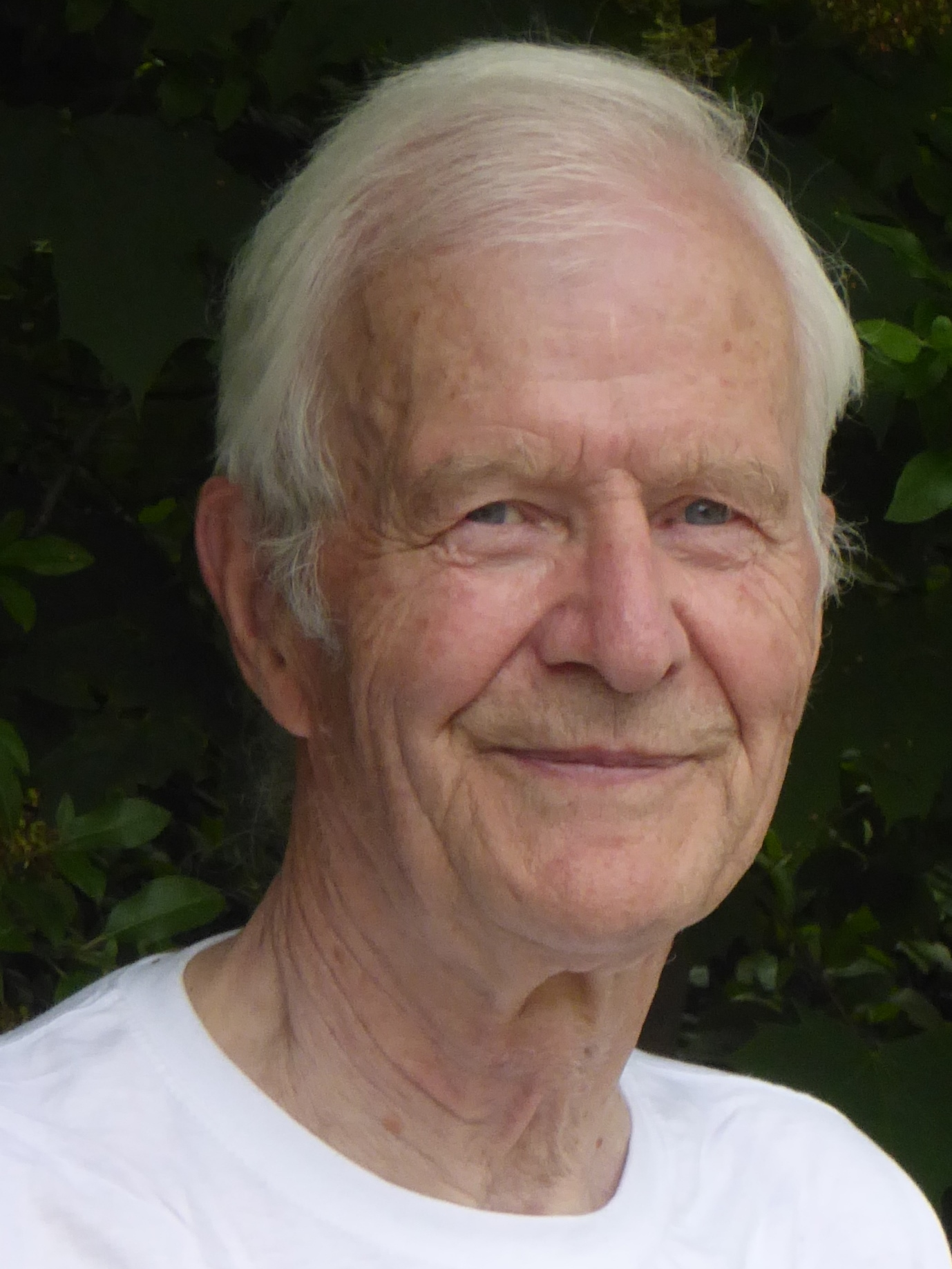
Wolf von Fabeck (* 1935)

- 1935: Wolf von Fabeck, deutscher Solar-Aktivist
- 1935: Jørgen Frantzen, dänischer Ruderer
- 1935: Halina Poświatowska, polnische Dichterin
- 1936: Eugen Damm, Pfälzer Mundartdichter
- 1936: Terry Downes, englischer Boxer
- 1936: Albert Finney, britischer Schauspieler
- 1936: Glenda Jackson, britische Schauspielerin und Politikerin
- 1936: Ulrich Kienzle, deutscher Journalist
- 1936: Hans Heinz Moser, Schweizer Schauspieler
- 1937: Rita Gautschy, österreichische Astrochronologin, Archäoastronomin, Astronomin und Archäologin
- 1937: José Méndez, spanischer Ruderer und Sportfunktionär
- 1937: Rafael Moneo, spanischer Architekt
- 1938: Youssoupha Ndiaye, senegalesischer Jurist, Sportfunktionär und Politiker
- 1939: Ralph Boston, US-amerikanischer Leichtathlet
- 1939: Pierre Desproges, französischer Humorist und Autor
- 1939: Pádraig Flynn, irischer Politiker
- 1939: Bruce Mather, kanadischer Komponist
- 1939: Ion Țiriac, rumänischer Unternehmer, Eishockey- und Tennisspieler
- 1939: Ken Warby, australischer Rennbootfahrer
- 1940: Klaus Aeffke, deutscher Ruderer
- 1940: James L. Brooks, US-amerikanischer Filmregisseur und Drehbuchautor
- 1940: Dick Morrissey, britischer Jazzmusiker
- 1941: Rüdiger Bubner, deutscher Philosoph und Professor für Philosophie

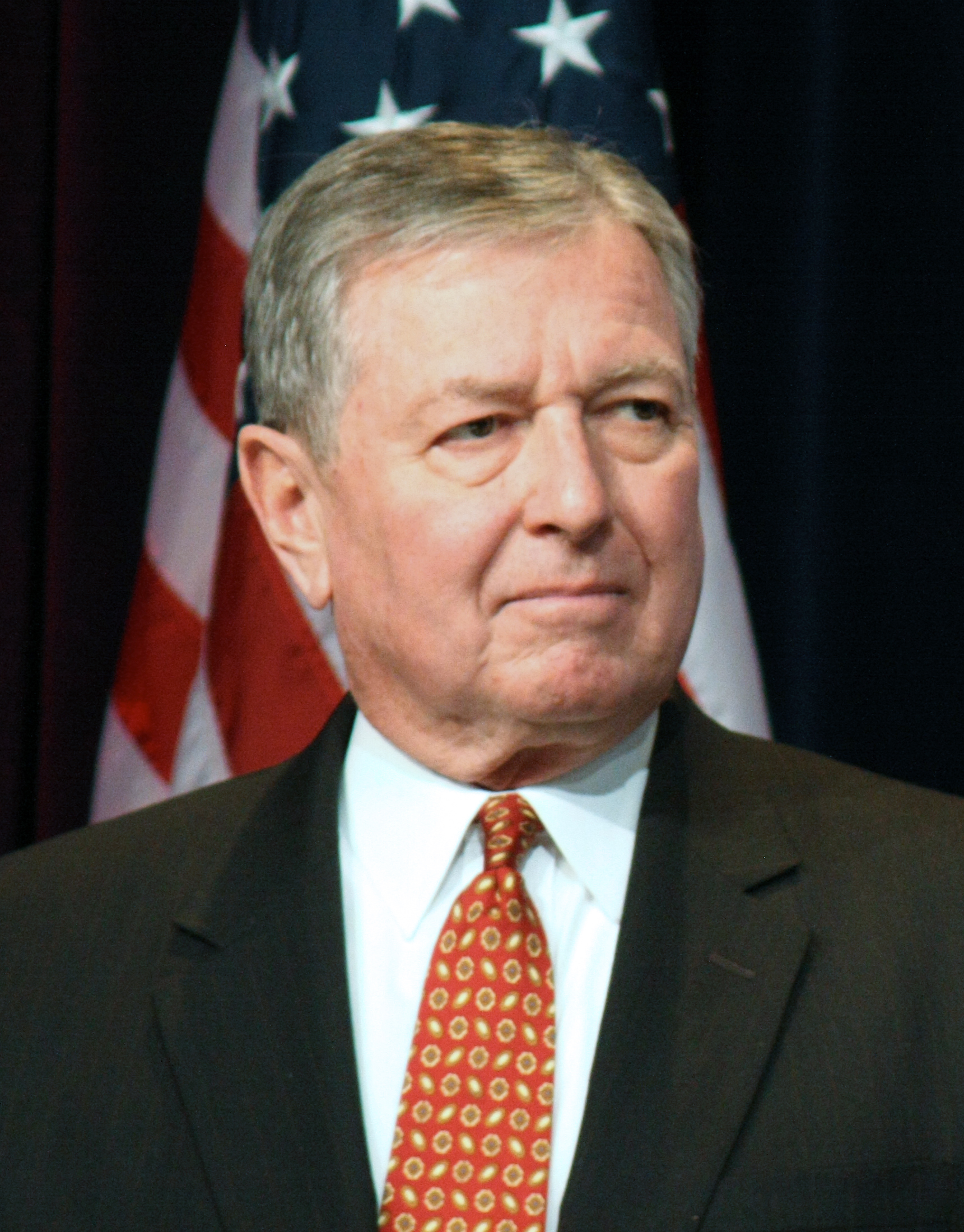
John Ashcroft (* 1942)

- 1942: John Ashcroft, US-amerikanischer Justizminister
- 1942: Cornel Chiriac, rumänischer Radiodiskjockey
- 1942: Tommy Roe, US-amerikanischer Musiker
- 1943: Emile Ardolino, US-amerikanischer Filmregisseur, Filmproduzent und Theaterschauspieler
- 1943: Ove Grahn, schwedischer Fußballspieler
- 1943: Heinrich Traublinger, deutscher Politiker
- 1944: Veli Küçük, türkischer Brigadegeneral
- 1944: Petra Roth, deutsche Politikerin, Oberbürgermeisterin von Frankfurt am Main
- 1944: Manfred Oberdörffer, deutscher Sänger und Komponist
- 1944: Heidemarie Steiner, deutsche Eiskunstläuferin
- 1945: Gamal al-Ghitani, ägyptischer Autor und Journalist
- 1945: Kenneth Dyba, kanadischer Schriftsteller und Theaterleiter
- 1945: Jupp Heynckes, deutscher Fußballspieler und -trainer
- 1945: Steve Katz, US-amerikanischer Musiker
- 1946: Emil Angehrn, Schweizer Philosoph
- 1946: Erik Aurelius, schwedischer Bischof
- 1946: Candice Bergen, US-amerikanische Schauspielerin

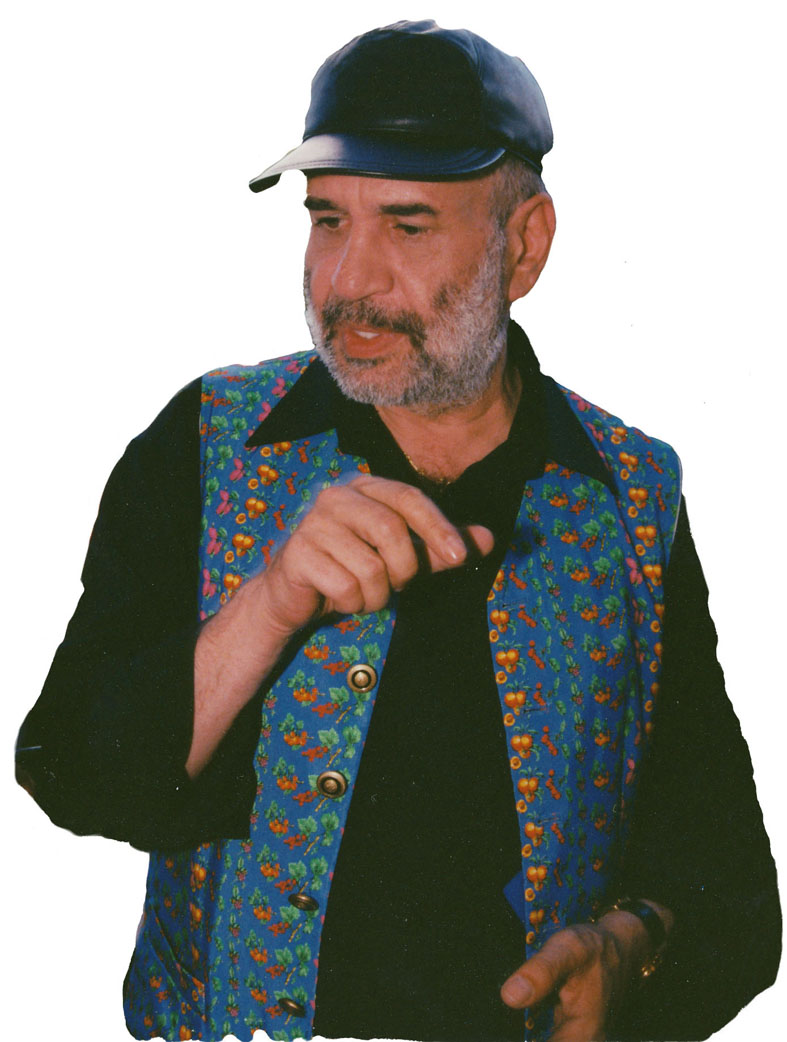
Drafi Deutscher (* 1946)

- 1946: Drafi Deutscher, deutscher Sänger, Komponist und Musikproduzent
- 1947: Florencio Aguilera, spanischer Maler, Kunstsammler und Musikveranstalter
- 1947: Yukiya Amano, japanischer Diplomat
- 1947: Hans-Peter Gies, deutscher Leichtathlet
- 1947: Denis Oswald, Schweizer Ruderer und Sportfunktionär
- 1947: Peter Planyavsky, österreichischer Organist und Komponist
- 1947: Steffi Stephan, deutscher Musiker
- 1948: Martin Altmeyer, deutscher Psychologe, Autor und Publizist
- 1948: Hans Georg Bock, deutscher Mathematiker
- 1948: Axel Fauser, deutscher Arzt und Hämatologe
- 1948: Astrid Höfs, deutsche Politikerin
- 1948: Tânia Maria, brasilianische Pianistin und Songschreiberin
- 1948: Kurt Müller, Schweizer Fußballspieler
- 1949: Heinz Stickel, deutscher Fußballspieler
- 1949: Oleg Jurjewitsch Atkow, russischer Kosmonaut, Kardiologe

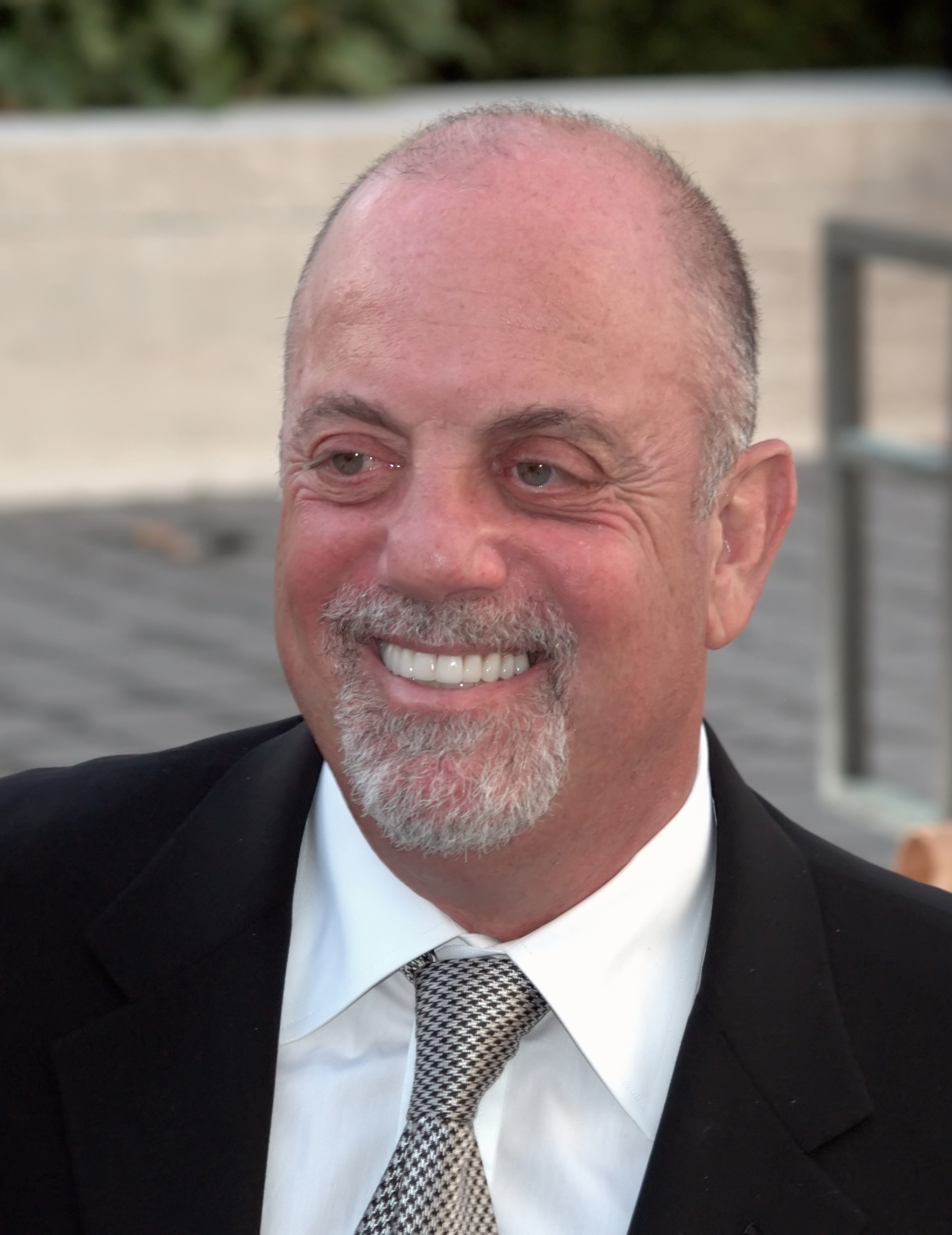
Billy Joel (* 1949)

- 1949: Billy Joel, US-amerikanischer Sänger und Songschreiber
- 1949: Bob Margolin, US-amerikanischer Blues-Musiker
- 1949: Ibrahim Baré Maïnassara, nigrischer Staatspräsident
- 1950: Marcheline Bertrand, US-amerikanische Schauspielerin
- 1950: Luciano Spinosi, italienischer Fußballspieler

#### 1951–1975
- 1951: Marie Ault, britische Schauspielerin
- 1951: Friedhelm Aust, deutscher Fußballspieler

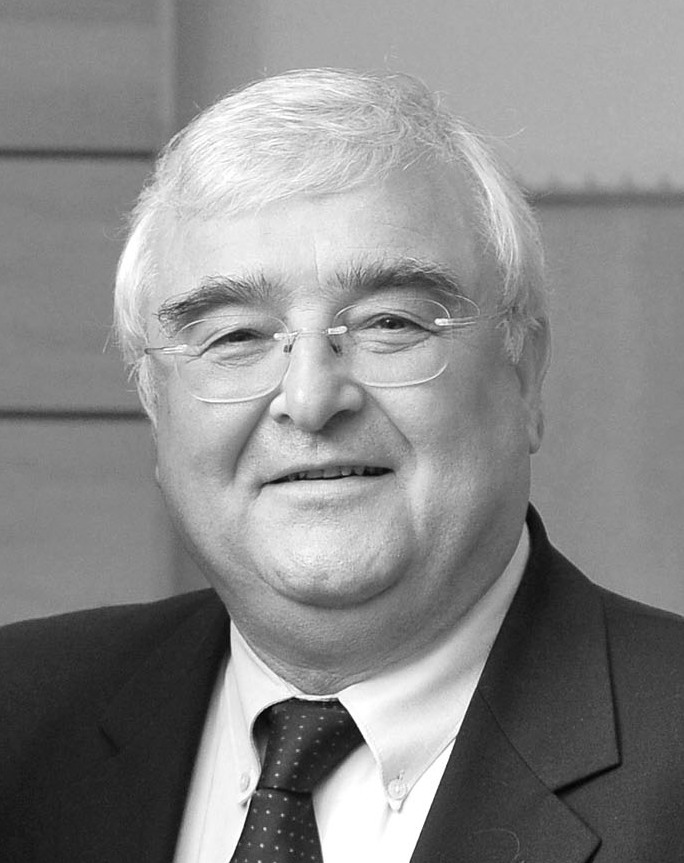
Franz Dobusch (* 1951)

- 1951: Franz Dobusch, österreichischer Politiker, Bürgermeister von Linz
- 1951: Christopher Dewdney, kanadischer Schriftsteller und Dichter
- 1951: Eva-Maria Fastenau, deutsche Schauspielerin
- 1951: Alley Mills, US-amerikanische Fernsehschauspielerin
- 1952: Dick Annegarn, niederländischer Sänger, Songwriter und Gitarrist
- 1952: Zdeněk Nehoda, tschechoslowakischer Fußballspieler und Spielerberater
- 1952: Gerrit Zitterbart, deutscher Pianist und Kammermusiker
- 1953: John Edwards, britischer Bassist
- 1953: Paul Hertel, österreichischer Komponist, Musikproduzent und Dirigent
- 1953: Benjamin W. S. Lum, US-amerikanischer Filmschauspieler
- 1953: Henri Magne, französischer Rallyefahrer
- 1953: Johannes Singhammer, deutscher Politiker
- 1953: Dieter Wendisch, deutscher Ruderer, Olympiasieger
- 1954: Domenico Caso, italienischer Fußballspieler und -trainer
- 1954: Barb Jungr, englische Sängerin
- 1955: Michael Antenbrink, deutscher Politiker
- 1955: Helmut Bibl, österreichischer Gitarrist
- 1955: Kevin Peter Hall, US-amerikanischer Schauspieler
- 1955: Anne Sofie von Otter, schwedische Sängerin

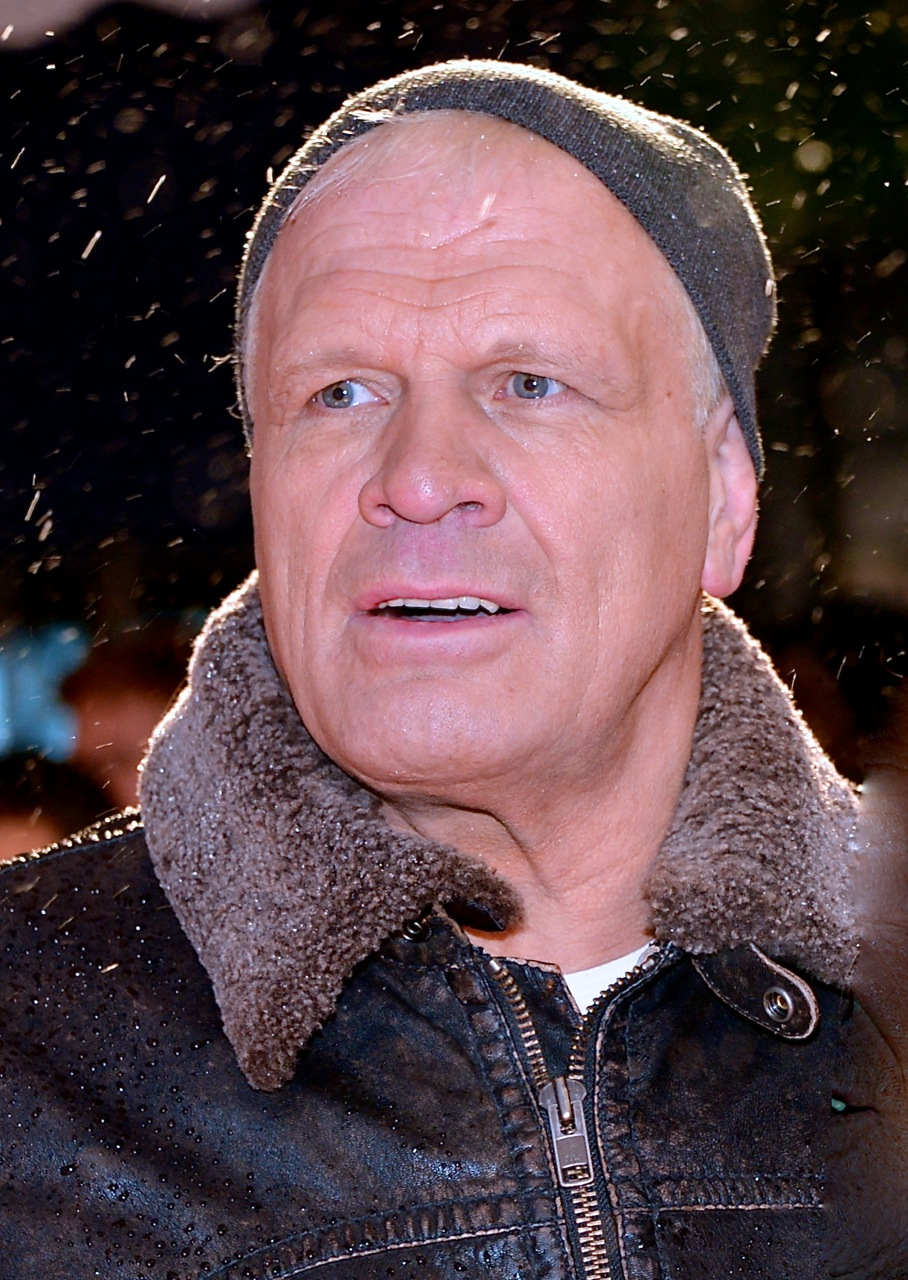
Frank Andersson (* 1956)

- 1956: Frank Andersson, schwedischer Ringer im Halbschwergewicht
- 1956: Chris MacAllister, US-amerikanischer Autorennfahrer
- 1956: Günter Schliwka, deutscher Gewichtheber
- 1957: Paolo Barzman, französisch-US-amerikanischer Regisseur
- 1957: Fulvio Collovati, italienischer Fußballspieler
- 1958: Brad Budde, US-amerikanischer American-Football-Spieler
- 1959: János Áder, ungarischer Politiker
- 1959: Fred Apke, deutscher Dramatiker und Regisseur
- 1959: Thomas Bading, deutscher Schauspieler
- 1959: Dennis Chambers, US-amerikanischer Schlagzeuger
- 1959: Ulrich Matthes, deutscher Schauspieler
- 1960: Najat Aâtabou, marokkanische Komponistin und Sängerin
- 1960: Jon Klein, englischer Gitarrist
- 1961: John Corbett, US-amerikanischer Schauspieler

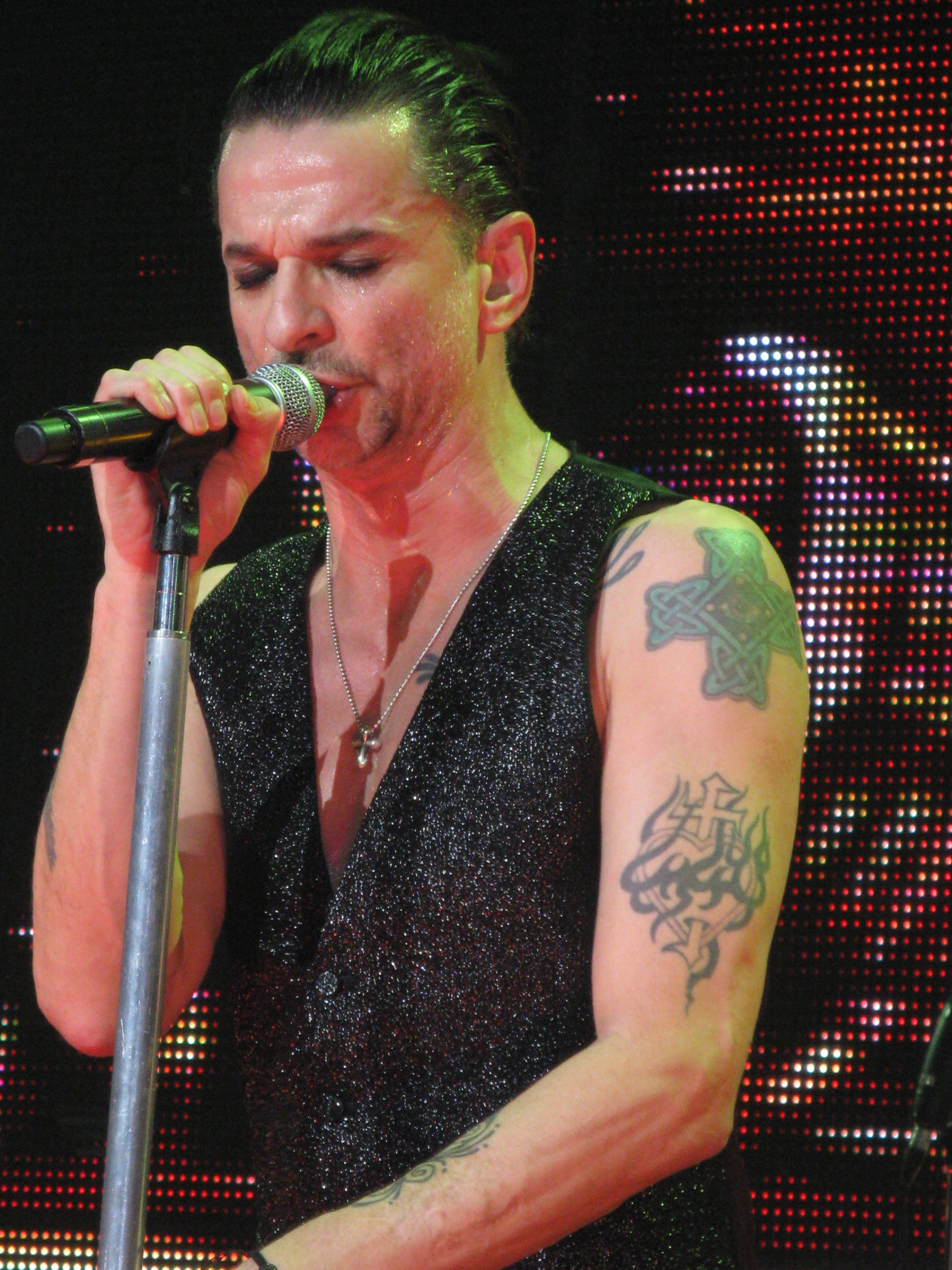
Dave Gahan (* 1962)

- 1962: Dave Gahan, englischer Sänger (Depeche Mode)
- 1962: Paul Heaton, britischer Musiker
- 1962: Babette von Kienlin, deutsch-britische Fernsehmoderatorin
- 1963: Dagmar Schmidt, deutsche Künstlerin
- 1964: Thierry Bouüaert alias Wilbur Duquesnoy, belgischer Comiczeichner
- 1964: Ekkehard Felder, deutscher Germanist und Hochschullehrer
- 1964: Flavio Giupponi, italienischer Radrennfahrer
- 1964: Plamen Jurukow, bulgarischer Politiker
- 1964: Peter M. Lenkov, kanadisch-US-amerikanischer Drehbuchautor, Film- und Fernsehproduzent
- 1964: Frank Oehler, deutscher Koch und Gastronom
- 1964: Frank Pingel, dänischer Fußballspieler
- 1964: Sonja Sohn, US-amerikanische Schauspielerin
- 1964: Srđan Stanković, montenegrinischer Ingenieurwissenschaftler
- 1964: Matthias Wemhoff, deutscher Archäologe
- 1965: Schanar Aitschanowa, kasachische Politikerin
- 1965: Ghadah Al-Akel, deutsche Schauspielerin und Synchronsprecherin
- 1965: Małgorzata Chodakowska, polnische Bildhauerin
- 1965: Marcus Kretzer, deutscher Pianist und Klavierpädagoge
- 1965: Steve Yzerman, kanadischer Eishockeyspieler
- 1966: Manuela Delilaj, albanische Sportschützin
- 1966: DJ Magic Mike, US-amerikanischer Musikproduzent
- 1966: Marco Pascolo, Schweizer Fussballtorhüter
- 1967: Clive Alderton, britischer Diplomat und Privatsekretär von Prinz Charles und Herzogin Camilla
- 1967: Nataša Bokal, slowenische Skirennläuferin
- 1967: Christian Hook, deutscher Autorennfahrer
- 1968: Harada Masahiko, japanischer Skispringer

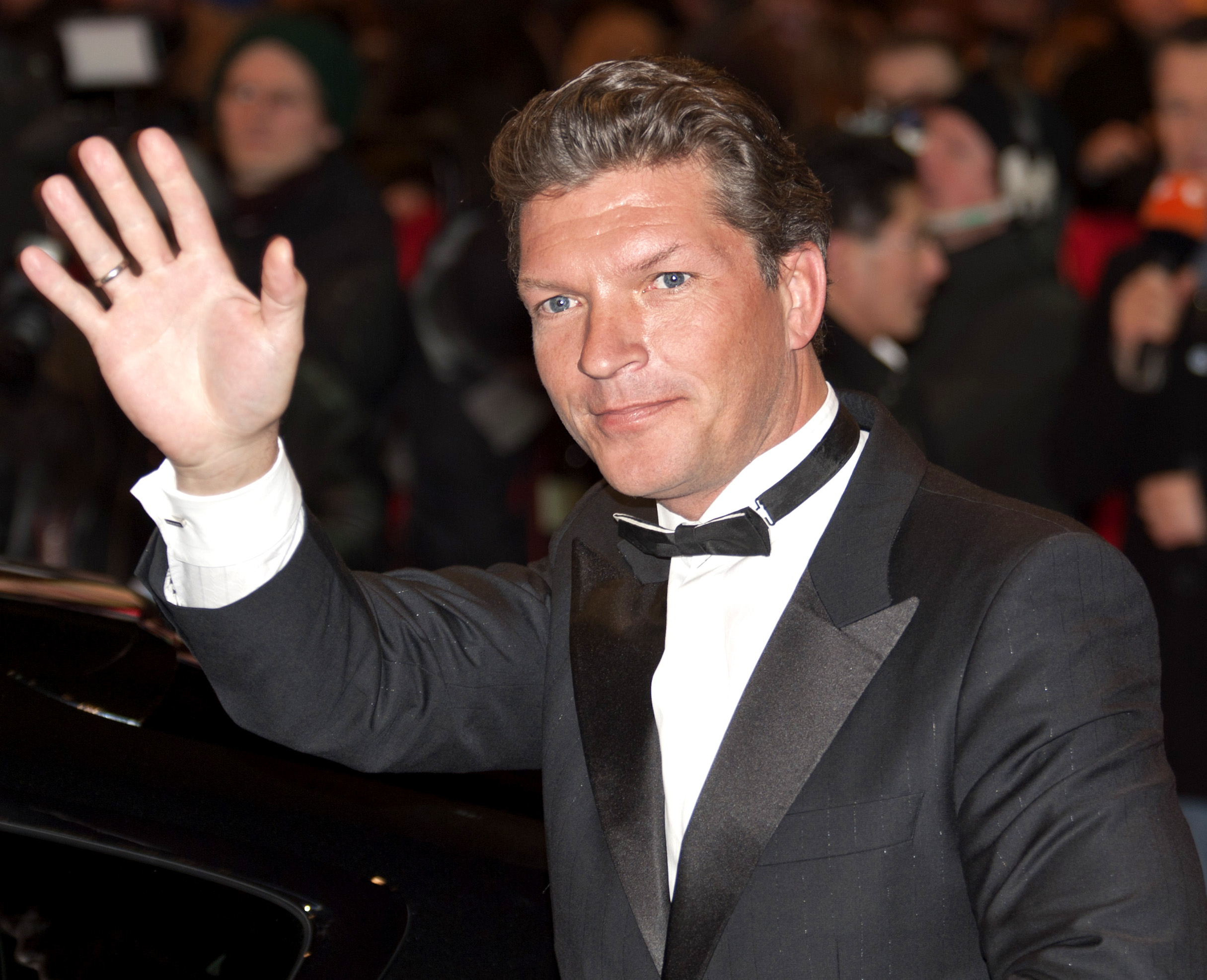
Hardy Krüger junior (* 1968)

- 1968: Hardy Krüger jr., deutscher Schauspieler
- 1968: Hendrik Martz, deutscher Schauspieler
- 1968: Marie-José Pérec, französische Leichtathletin
- 1968: Nataša Pirc Musar, slowenische Journalistin, Anwältin, Politikerin, Präsidentin Sloweniens
- 1968: Anthony Wilson, US-amerikanischer Jazzgitarrist, Bandleader und Komponist
- 1968: Lisa Xanthopoulou, griechische Dirigentin und Intendantin
- 1969: Jelena Leonidowna Andrejewa, russische Leichtathletin
- 1969: Marek Erhardt, deutscher Schauspieler
- 1969: Hudson Leick, US-amerikanische Schauspielerin und Model
- 1969: Hugo Maradona, argentinischer Fußballspieler- und trainer
- 1970: Amber, deutsch-niederländische Sängerin
- 1970: Doug Christie, US-amerikanischer Basketballspieler
- 1970: Ghostface Killah, US-amerikanischer Rapper
- 1970: Sybille Waury, deutsche Schauspielerin
- 1972: Lisa Ann, US-amerikanische Pornodarstellerin

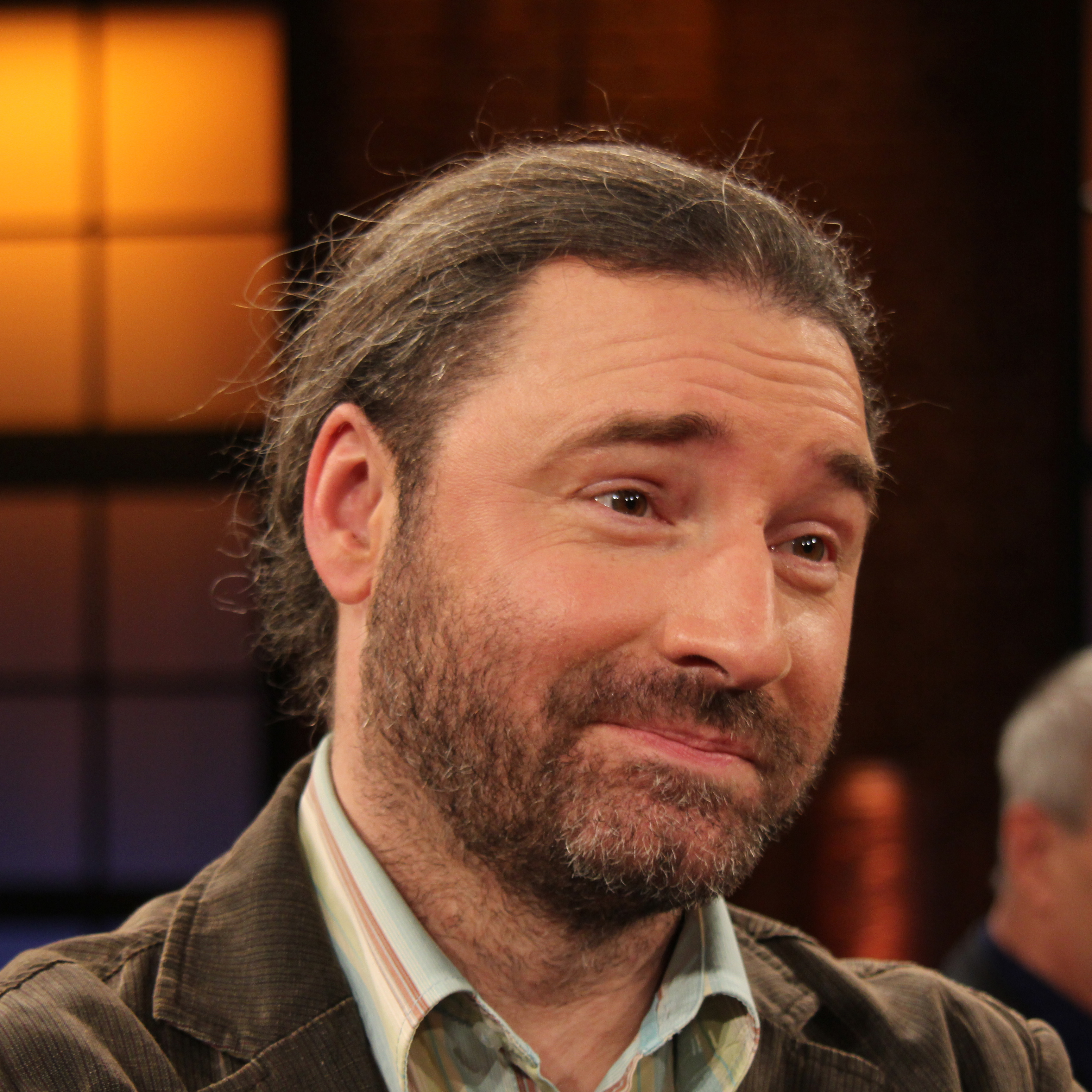
Tommy Krappweis (* 1972)

- 1972: Tommy Krappweis, deutscher Autor und Regisseur
- 1972: Dana Perino, US-amerikanische TV-Kommentatorin und ehemalige Pressesprecherin des Weißen Hauses
- 1972: Anna-Louise Plowman, US-amerikanische Schauspielerin
- 1973: Roland Assinger, österreichischer Skirennläufer und Trainer
- 1973: Amir Katz, israelischer Pianist
- 1973: Tegla Loroupe, kenianische Leichtathletin
- 1974: Georgij Alexandrowitsch Makazaria, österreichischer Musiker und Schauspieler
- 1975: Andrea Huber, Schweizer Skilangläuferin
- 1975: Jens Schaefermeyer, deutscher Basketballspieler
- 1975: Tamia, kanadische R&B-Sängerin
- 1975: Ryan Vikedal, kanadischer Schlagzeuger

#### 1976–2000

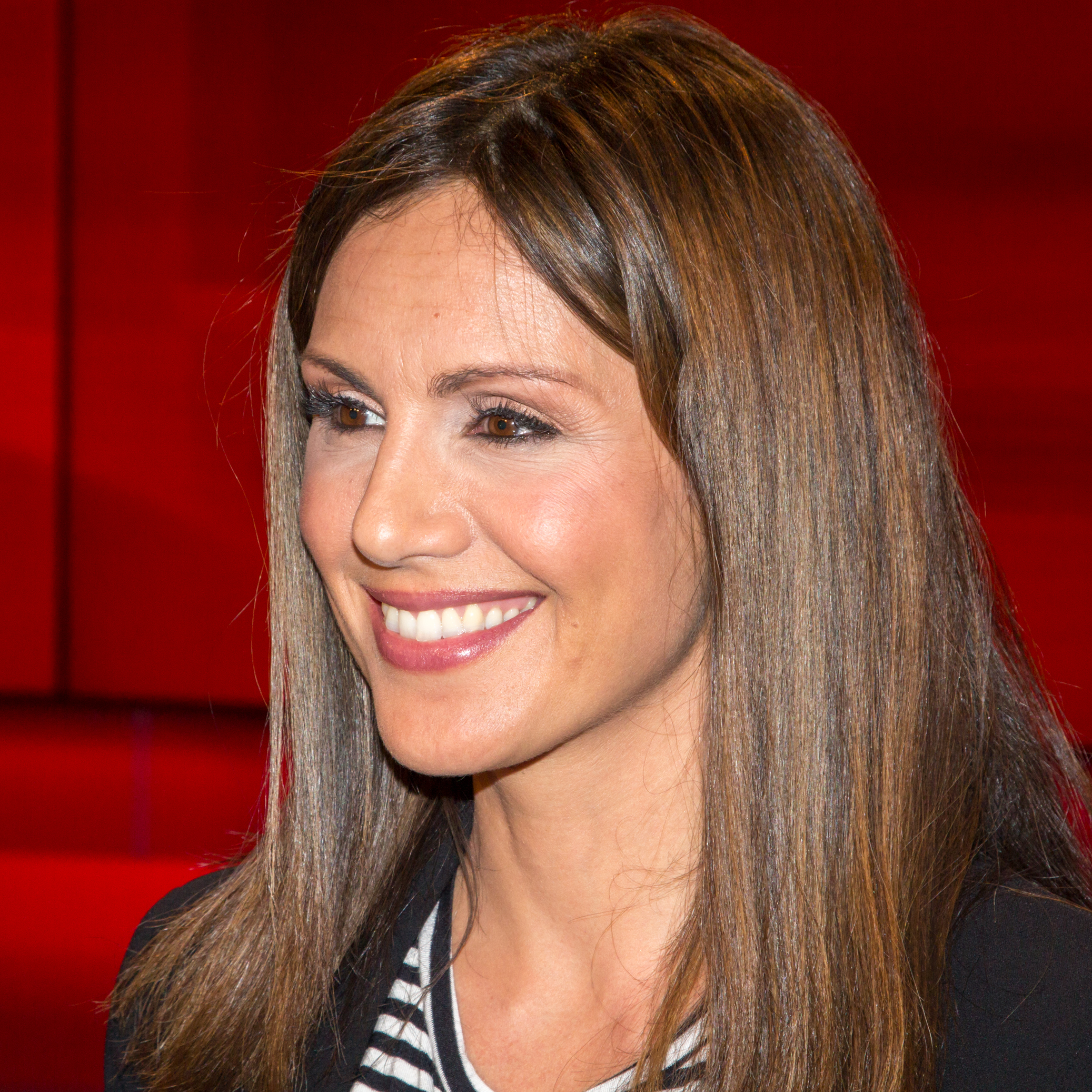
Nazan Eckes (* 1976)

- 1976: Nazan Eckes, deutsch-türkische Fernsehmoderatorin
- 1976: Ásthildur Helgadóttir, isländische Fußballspielerin
- 1976: Jeff Simmons, US-amerikanischer Rennfahrer
- 1977: Marek Jankulovski, tschechischer Fußballspieler
- 1977: Patrizia Laeri, Schweizer Wirtschaftsjournalistin und Moderatorin
- 1977: Íñigo Landaluze, spanischer Radrennfahrer
- 1977: Kami Manns, deutsche Regisseurin, Schauspielerin, Sängerin und Tänzerin
- 1977: Manuel Sanroma, spanischer Radrennfahrer
- 1978: Bebe, spanische Sängerin und Schauspielerin
- 1978: Leandro Cufré, argentinischer Fußballspieler
- 1978: Joscha Sauer, deutscher Cartoonist
- 1979: Rubens Bertogliati, Schweizer Radrennfahrer
- 1979: Pierre Bouvier, französisch-kanadischer Musiker
- 1979: Rosario Dawson, US-amerikanische Schauspielerin
- 1979: Jan Drees, deutscher Schriftsteller
- 1979: Tobias J. Erb, deutscher Biologe und Chemiker
- 1979: Andrew W. K., US-amerikanischer Rockmusiker
- 1980: Nicolae Dică, rumänischer Fußballspieler
- 1980: Gerrie Eijlers, niederländischer Handballspieler
- 1980: Grant Hackett, australischer Schwimmer

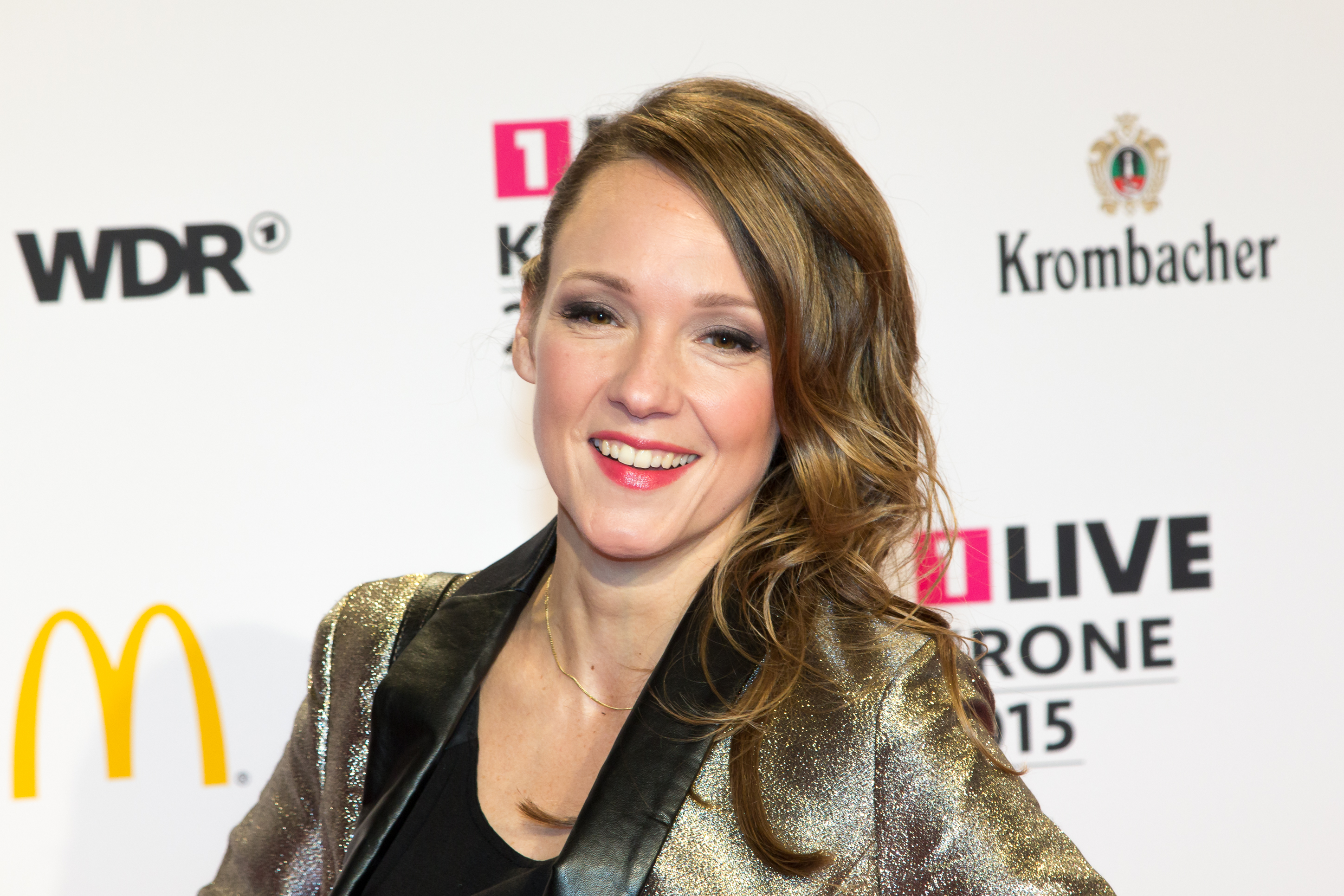
Carolin Kebekus (* 1980)

- 1980: Carolin Kebekus, deutsche Kabarettistin
- 1982: Martin Andersson, schwedischer Fußballspieler
- 1982: Rachel Boston, US-amerikanische Schauspielerin
- 1982: Kim Jung-woo, südkoreanischer Fußballspieler
- 1982: Daniela Schulz, deutsche Schauspielerin
- 1983: Gilles Müller, luxemburgischer Tennisspieler
- 1983: Dawaun Parker, US-amerikanischer Hip-Hop-Produzent
- 1983: Leandro Rinaudo, italienischer Fußballspieler

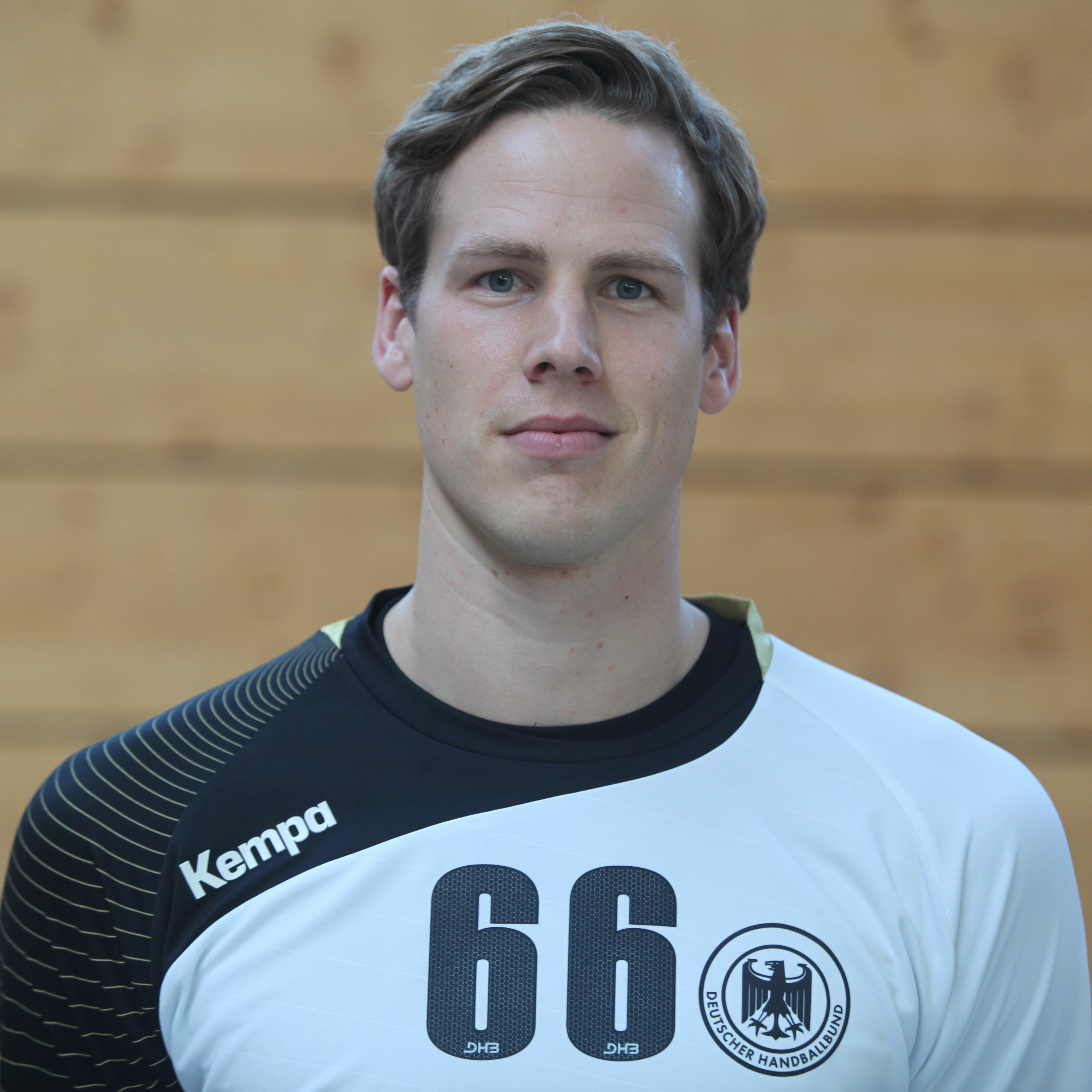
Sven-Sören Christophersen (* 1985)

- 1985: Sven-Sören Christophersen, deutscher Handballspieler
- 1985: Audrina Patridge, US-amerikanische Reality-TV-Darstellerin und Schauspielerin
- 1986: Maya Antic, deutsche Schauspielerin und Eiskunstläuferin
- 1986: Ludovic Clemente, andorranischer Fußballspieler
- 1986: Grace Gummer, US-amerikanische Schauspielerin
- 1986: Helgi Schmid, deutscher Schauspieler
- 1987: Kevin Gameiro, französischer Fußballspieler portugiesischer Abstammung
- 1987: Terry Reintke, deutsche Europapolitikerin
- 1988: Jacob Fritsch, deutscher Handballspieler
- 1988: Roland Schreglmann, deutscher Schauspieler
- 1989: Shane van Gisbergen, neuseeländischer Autorennfahrer
- 1989: Ellen White, englische Fußballspielerin
- 1990: Johannes Firn, deutscher Nordischer Kombinierer
- 1990: Fanndís Friðriksdóttir, isländische Fußballspielerin
- 1990: Jennifer Hermoso, spanische Fußballspielerin
- 1991: Ben Chiarot, kanadischer Eishockeyspieler
- 1991: Iwan Lukaschewitsch, russischer Rennfahrer
- 1993: Mustafa Zazai, deutsch-afghanischer Fußballspieler
- 1994: Marvin Egho, österreichischer Fußballspieler
- 1994: Vittorio Ghirelli, italienischer Rennfahrer
- 1996: Eva Bühnen, deutsche Schauspielerin
- 1996: Lorenzo Fortunato, italienischer Radrennfahrer
- 1996: Diana Mironowa, russische Billardspielerin
- 1996: Tatiana Weston-Webb, brasilianische Surferin
- 1997: Zane Huett, US-amerikanischer Kinderdarsteller
- 1999: Dominic Unterweger, österreichischer Biathlet
- 2000: Rémi Broutier, französischer Biathlet
- 2000: Juri Knorr, deutscher Handballspieler
- 2000: Pia-Sophie Remmel, deutsche Sängerin

### 21. Jahrhundert
- 2002: Isabel Marie Gose, deutsche Schwimmmeisterin
- 2004: William Flaherty, puerto-ricanischer Skirennläufer
- 2006: Assan Ouédraogo, deutscher Fußballspieler

## Gestorben

### Vor dem 16. Jahrhundert
- 0729: Osric, König von Northumbria
- 0909: Adalgar, Erzbischof von Bremen und Hamburg, Heiliger
- 1204: Agnes, Pfalzgräfin bei Rhein
- 1247: Richard de Bures, Großmeister des Templerordens
- 1280: Magnus Lagabætir, König von Norwegen
- 1282: Volkmar, Abt des Klosters Niederaltaich
- 1315: Hugo V., Herzog von Burgund, Titularkönig von Thessaloniki
- 1329: John Droxford, englischer Minister und Geistlicher
- 1382: Margarete von Frankreich, Gräfin von Flandern und Artois, Freigräfin von Burgund
- 1403: Gregor Schenk von Osterwitz, Erzbischof von Salzburg
- 1443: Niccolò Albergati, italienischer Diplomat, Kardinal
- 1446: Maria d’Enghien, Gräfin von Lecce, Königin von Neapel, Titularkönigin von Sizilien, Jerusalem und Ungarn, Fürstin von Tarent
- 1474: Peter von Hagenbach, elsässischer Adliger, Landvogt der burgundischen Besitzungen am Oberrhein
- 1480: Johann, Graf von Nassau-Wiesbaden-Idstein
- 1488: Friedrich I., Herzog von Liegnitz und Brieg

### 16. bis 18. Jahrhundert
- 1519: Jodocus Trutfetter, deutscher Theologe, Logiker, Rhetoriker und Philosoph
- 1529: Hieronymus Holzschuher, Nürnberger Patrizier
- 1548: Augustin Schurff, deutscher Physiker und Mediziner
- 1552: Marcantonio Michiel, venezianischer Adeliger und Kunstsammler
- 1589: Paulo Dias de Novais, portugiesischer Entdecker

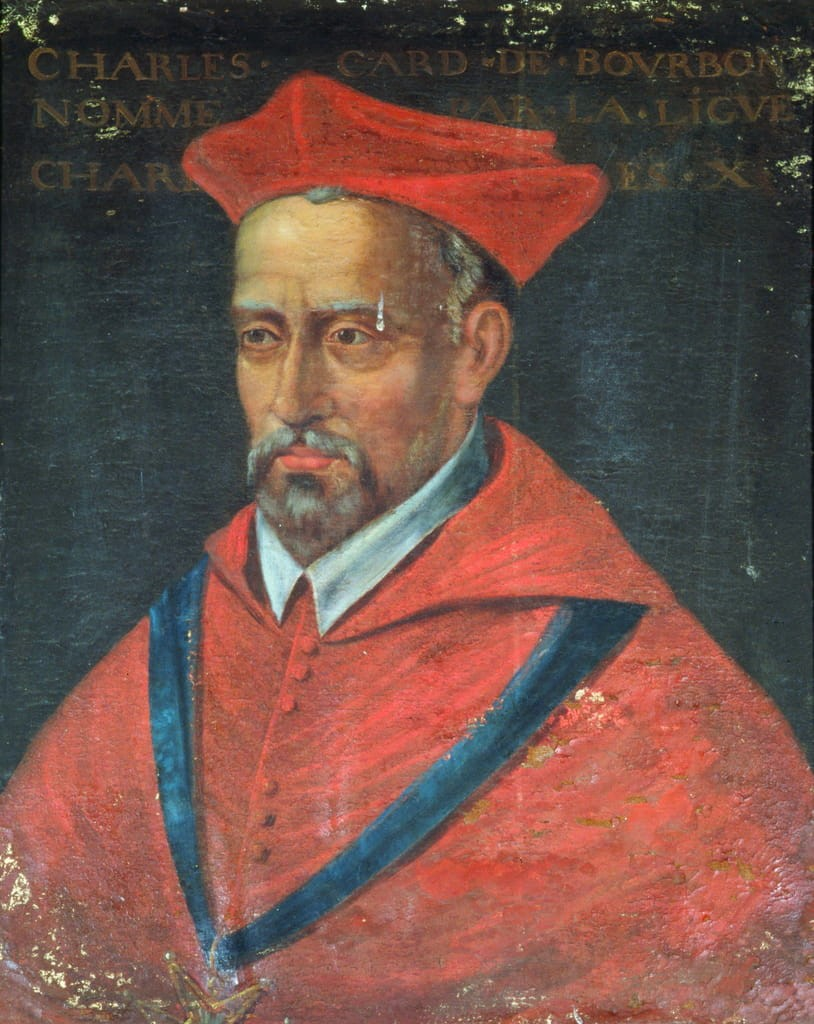
Charles I. de Bourbon († 1590)

- 1590: Charles I. von Bourbon, französischer Adliger und Geistlicher, Bischof von Nevers, Saintes, Nantes, Carcassonne und Beauvais, Erzbischof von Rouen, Kardinal, päpstlicher Legat
- 1595: Johann Friedrich II., Fürst aus der ernestinischen Linie der Wettiner, Herzog zu Sachsen
- 1618: Nicolò Donà, Doge von Venedig
- 1630: Théodore Agrippa d’Aubigné, französischer Adeliger und Militär
- 1638: Friedrich I., Landgraf von Hessen-Homburg, Begründer des gleichnamigen Hauses
- 1640: Peter Theodoricus, deutscher Rechtswissenschaftler
- 1651: Cornelis de Vos, flämischer Maler, Zeichner und Kunsthändler
- 1655: Karl Ferdinand Wasa, Herzog von Oppeln und Ratibor, Fürstbischof von Breslau
- 1657: William Bradford, englischer Pilgervater, Mitbegründer und Gouverneur der Plymouth Colony
- 1688: Friedrich Wilhelm, Kurfürst von Brandenburg, Herzog in Preußen („Großer Kurfürst“)
- 1695: Lambert van Haven, dänischer Generalbaumeister, Architekt, Maler und Inspektor der königlichen Kunstsammlungen
- 1703: François Blondel, flämischer Bade- und Kurarzt
- 1707: Dieterich Buxtehude, dänisch-deutscher Organist und Komponist
- 1707: Johann Eisenhart, deutscher Rechtswissenschaftler
- 1725: Johann Hinna, deutscher Schriftsteller, Gründer einer Rosenkranz- und Xaverigesellschaft
- 1728: Helena Elisabeth von Wrede, Äbtissin im Stift Nottuln
- 1731: Johann Cyriak Hackhofer, österreichischer Maler
- 1741: José de Santiago Concha, spanischer Jurist, Gouverneur von Chile
- 1745: Tomaso Antonio Vitali, italienischer Violinist und Komponist
- 1747: John Dalrymple, 2. Earl of Stair, schottisch-britischer Feldmarschall und Diplomat
- 1750: Rudolf Garrels, deutscher Orgelbauer
- 1751: Christian Ludwig Hermann, deutscher Baumeister und Architekt
- 1756: Auguste, Prinzessin von Dargun
- 1760: Nikolaus Ludwig von Zinzendorf, deutscher lutherisch-pietistischer Theologe und Dichter, Gründer der Herrnhuter Brüdergemeine
- 1766: Johann Daniel Silbermann, deutscher Orgelbauer
- 1775: Vittoria Tesi, italienische Opernsängerin (Alt)
- 1790: Johann Friedrich Brandis, deutscher Jurist und Hochschullehrer
- 1791: Francis Hopkinson, US-amerikanischer Jurist, Mitglied des Kontinentalkongresses
- 1793: Auguste Marie Henri Picot de Dampierre, französischer General
- 1796: Johann Siegmund Manso, deutscher Lehrer und Rektor

### 19. Jahrhundert

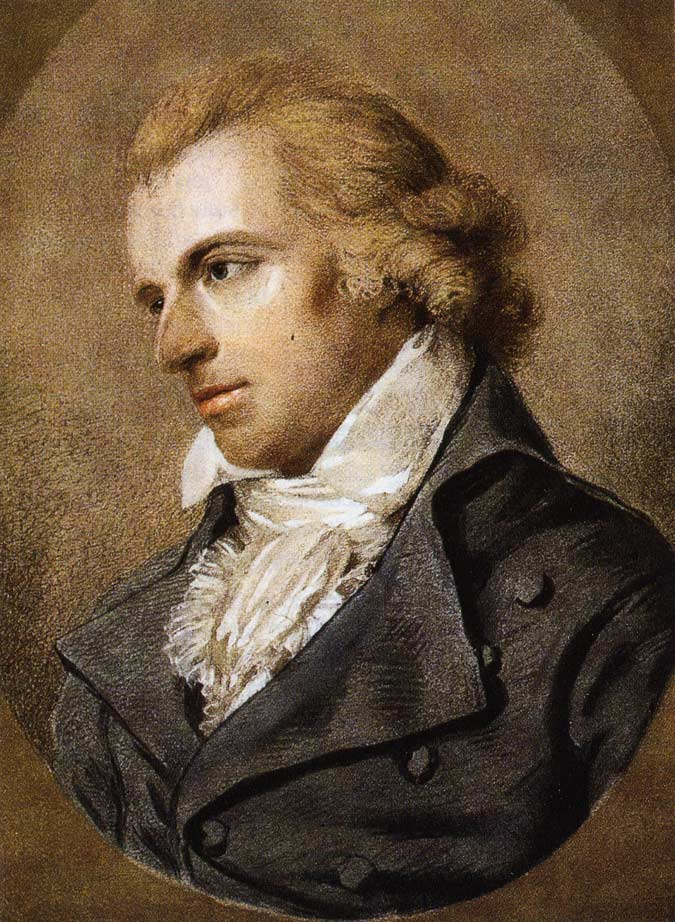
Friedrich Schiller († 1805)

- 1805: Friedrich Schiller, deutscher Dichter, Dramatiker und Historiker
- 1806: Eiler Christopher von Ahlefeldt, deutsch-dänischer Amtmann
- 1822: Johann Peter Bachem, deutscher Verleger
- 1823: Johann Nicolaus Apel, deutscher Autor, Doktor der Philosophie, Naturforscher, Konstrukteur und Politiker
- 1827: Burkhard Friedrich Mauchart, deutscher Schultheiß und Abgeordneter
- 1829: Johann Michael von Seuffert, deutscher Jurist und Politiker
- 1830: Wilhelm Heinrich Ernst von Arnim, preußischer Landrat
- 1834: Johann Conrad Kopstadt, deutscher Politiker
- 1836: Caleb P. Bennett, US-amerikanischer Politiker
- 1843: Johann Friedrich Bunte, deutscher Komponist
- 1844: Ludwig von Borstell, preußischer General
- 1849: Wilhelm Adolph Haußner, Arzt und Stadtverordneter in Pirna
- 1850: Theodor Wilhelm Danzel, deutscher Literaturhistoriker

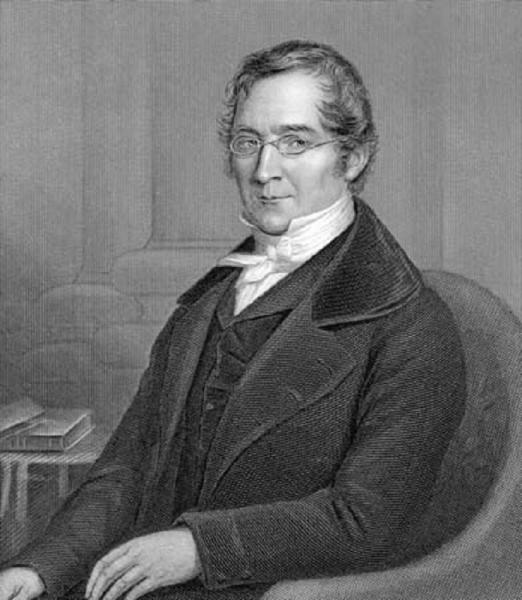
Joseph Louis Gay-Lussac († 1850)

- 1850: Joseph Louis Gay-Lussac, französischer Chemiker und Physiker
- 1858: Adolf Spieß, deutscher Sportpädagoge
- 1861: Ernst von Lasaulx, deutscher Philosoph und Philologe
- 1862: Theodor Bilharz, deutscher Mediziner und Naturwissenschaftler
- 1862: Antoine Jean-Louis Galland, Schweizer evangelischer Geistlicher und Hochschullehrer
- 1864: John Sedgwick, US-amerikanischer General der Nordstaaten
- 1865: Alwin Aschenborn, deutscher Jurist und Landrat
- 1873: Frederick Goddard Tuckerman, US-amerikanischer Dichter
- 1879: Karolina Gerhardinger, deutsche Ordensschwester und Kongregations-Gründerin
- 1880: Hermann Berens, deutscher Pianist und Komponist
- 1894: Friedrich Alexander von Bismarck-Bohlen, preußischer General
- 1897ː Isabel von Spanien, spanische Infantin
- 1899: Carl Brockhaus, deutscher Volksschullehrer, Freikirchler und Persönlichkeit der Brüderbewegung

### 20. Jahrhundert

#### 1901–1950
- 1902: Julius Grosse, deutscher Schriftsteller
- 1905ː Ann Maria Reeves Jarvis, US-amerikanische Mutter des Muttertages
- 1906: Fritz Stavenhagen, deutscher Dramatiker
- 1909: Augusta Jane Evans Wilson, US-amerikanische Schriftstellerin

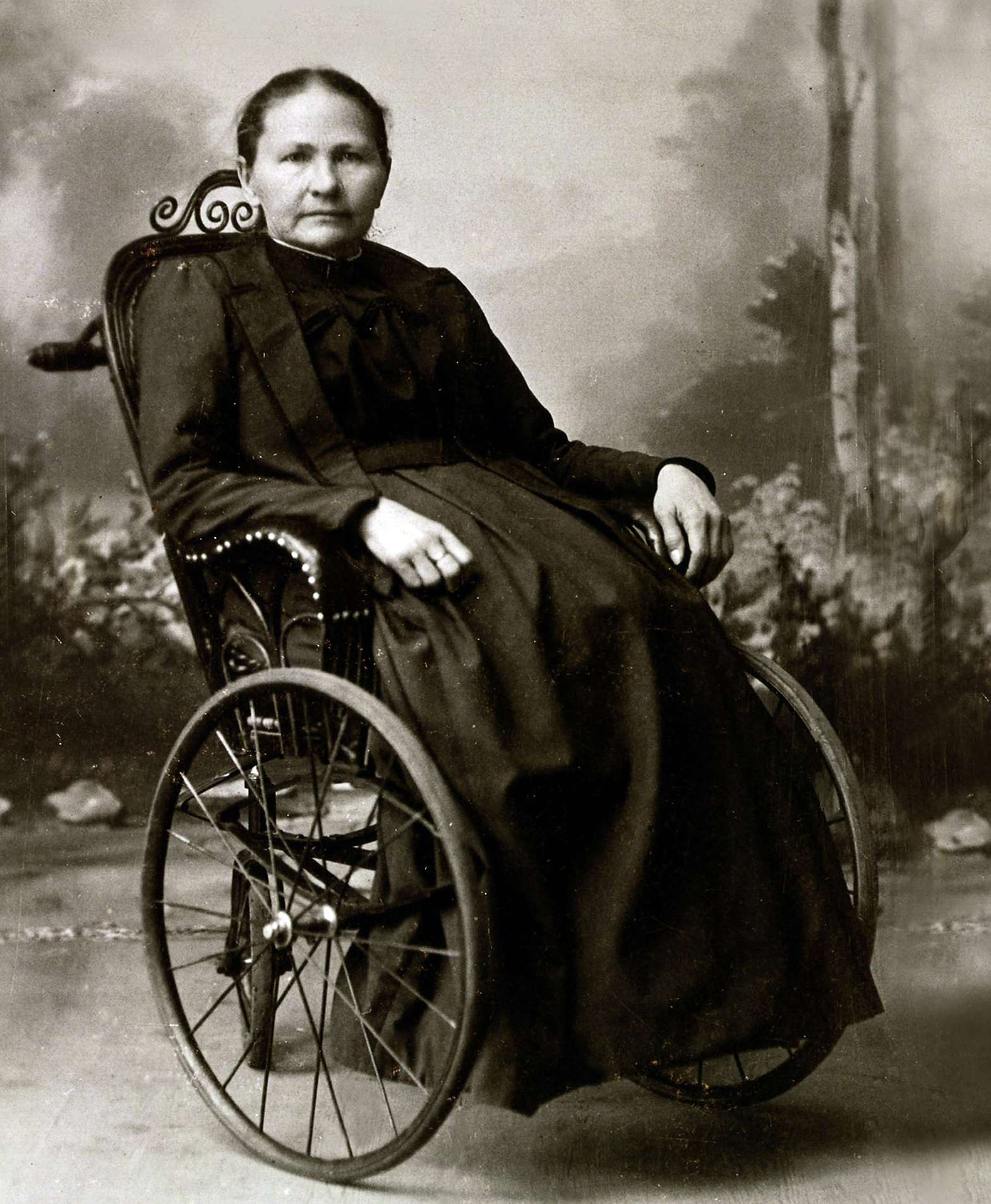
Margarete Steiff († 1909)

- 1909: Margarete Steiff, Gründerin der Spielwarenfabrik Steiff
- 1913: Evald Rygh, norwegischer Finanzminister
- 1915: François Faber, luxemburgischer Radrennfahrer
- 1915: Anthony Wilding, neuseeländischer Tennisspieler
- 1920: Iwano Hōmei, japanischer Schriftsteller, Literaturkritiker und Übersetzer
- 1929: Gustave Schlumberger, französischer Historiker, Byzantinist und Numismatiker
- 1931: Albert Abraham Michelson, US-amerikanischer Physiker
- 1937: Walter Mittelholzer, Schweizer Luftfahrtpionier
- 1941: Gregor Pinke, Widerstandskämpfer gegen das NS-Regime
- 1942: Irene Kafka, Übersetzerin, Lyrikerin, Opfer des Holocaust
- 1942ː Sybill Morel, deutsche Schauspielerin, Opfer des Holocaust
- 1944: Friedrich Koepp, deutscher Altphilologe und Archäologe
- 1945: Fritz Fink, deutscher Schriftsteller, Buchhändler und Heimatforscher
- 1945: Walter Frank, deutscher Historiker, Antisemit und Nationalsozialist, Präsident des Reichsinstituts für Geschichte des Neuen Deutschlands
- 1949: Louis II., Fürst von Monaco

#### 1951–2000
- 1951: Leo Bosschart, niederländischer Fußballspieler
- 1951: Etta Federn-Kohlhaas, österreichische Schriftstellerin
- 1952: Kurt Beyer, deutscher Bauingenieur und Professor
- 1952ː Linny Claudius, deutsche Frauenrechtlerin, Lehrerin und Politikerin (DDP)

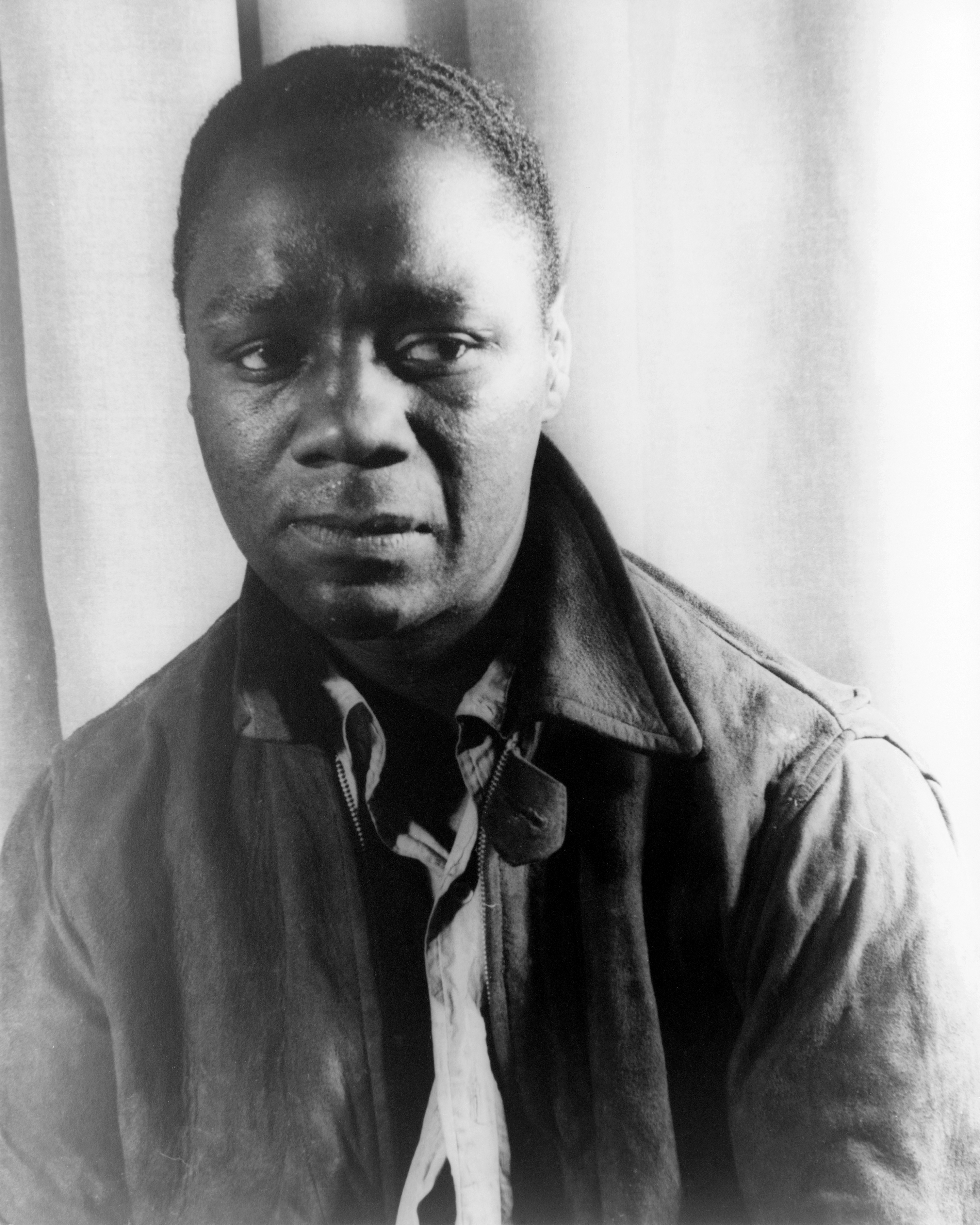
Canada Lee († 1952)

- 1952: Canada Lee, US-amerikanischer Boxer, Schauspieler und Bürgerrechtler
- 1957: Heinrich Campendonk, deutscher Maler und Grafiker
- 1960: Reinhold Artmann, deutscher Politiker
- 1962: Raoul Duquette, kanadischer Cellist und Musikpädagoge
- 1963: Wilhelm Borngässer, deutscher Musikpädagoge, Dirigent und Komponist
- 1963: Charles Vyner Brooke, dritter und letzter der weißen Rajas von Sarawak
- 1963: Arthur Winkler-Hermaden, österreichischer Geologe
- 1964: Haimar Cumme, deutscher Mathematiker, Physiker und Hochschullehrer
- 1964: Robert Girod, französischer Automobilrennfahrer
- 1965: Leopold Figl, österreichischer Bundeskanzler
- 1966: Alfred Mendelsohn, rumänischer Komponist
- 1967: Oskar Hergt, deutscher Politiker
- 1967: Philippa Schuyler, US-amerikanische Pianistin, Journalistin und Autorin
- 1968: Mercedes de Acosta, US-amerikanische Schriftstellerin und Modedesignerin
- 1968: Finlay Currie, schottischer Theater- und Filmschauspieler
- 1968: Harold Gray, US-amerikanischer Comiczeichner
- 1968: Albert Lewin, US-amerikanischer Filmregisseur, Drehbuchautor und Produzent
- 1968: Erich Meyer, deutscher Politiker
- 1969: Josef Jonsson, schwedischer Komponist
- 1970: Franz Etzel, deutscher Politiker, MdB, Bundesfinanzminister
- 1972: Richard Wolf, deutscher Militärangehöriger
- 1973: Käte Schaller-Härlin, deutsche Porträtmalerin
- 1973: Mark Wessel, US-amerikanischer Komponist, Pianist und Musikpädagoge
- 1974: Ljubomir Pipkow, bulgarischer Komponist
- 1975: Antonio Vojak, italienischer Fußballspieler und -trainer
- 1976: Valentino Bucchi, italienischer Komponist
- 1976: Raymond Chevreuille, belgischer Komponist
- 1976: Floyd Council, US-amerikanischer Blues-Musiker

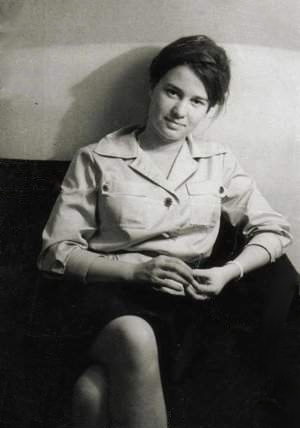
Ulrike Meinhof († 1976)

- 1976: Ulrike Meinhof, deutsche Journalistin, Gründungs- und Führungsmitglied der Rote Armee Fraktion (RAF)
- 1977: Knud Ahlborn, deutsche Persönlichkeiten der frühen Jugendbewegung
- 1977: Edmond Grin, Schweizer evangelischer Geistlicher und Hochschullehrer
- 1977: James Jones, US-amerikanischer Schriftsteller
- 1977: Walter Wilhelm Johann Kraft, deutscher Organist und Komponist
- 1978: George Maciunas, US-amerikanischer Künstler
- 1978: Aldo Moro, italienischer Politiker
- 1978: Willy Wobst, deutscher Forstmeister und Vorsitzender der Arbeitsgemeinschaft Naturgemäße
- 1979: Konrad Stekl, österreichischer Komponist und Dirigent
- 1980: Joseph Breitbach, deutscher Schriftsteller und Literaturpreisstifter
- 1981: Nelson Algren, US-amerikanischer Schriftsteller
- 1981: Jewgeni Grigorjewitsch Brussilowski, russischer Komponist
- 1981: Fritz Umgelter, deutscher Film- und Fernsehregisseur
- 1985: Mathias Sebastião Francisco Fernandes, portugiesischer Geistlicher
- 1986: Tenzing Norgay, nepalesisch-indischer Bergsteiger, Erstbesteiger des Mount Everest
- 1988: Robert A. Heinlein, US-amerikanischer Science-Fiction-Schriftsteller
- 1988: Georg Moser, Bischof der Diözese Rottenburg-Stuttgart
- 1989: Heinz Moog, österreichischer Schauspieler
- 1992: Keith Bissell, kanadischer Komponist, Dirigent und Musikpädagoge

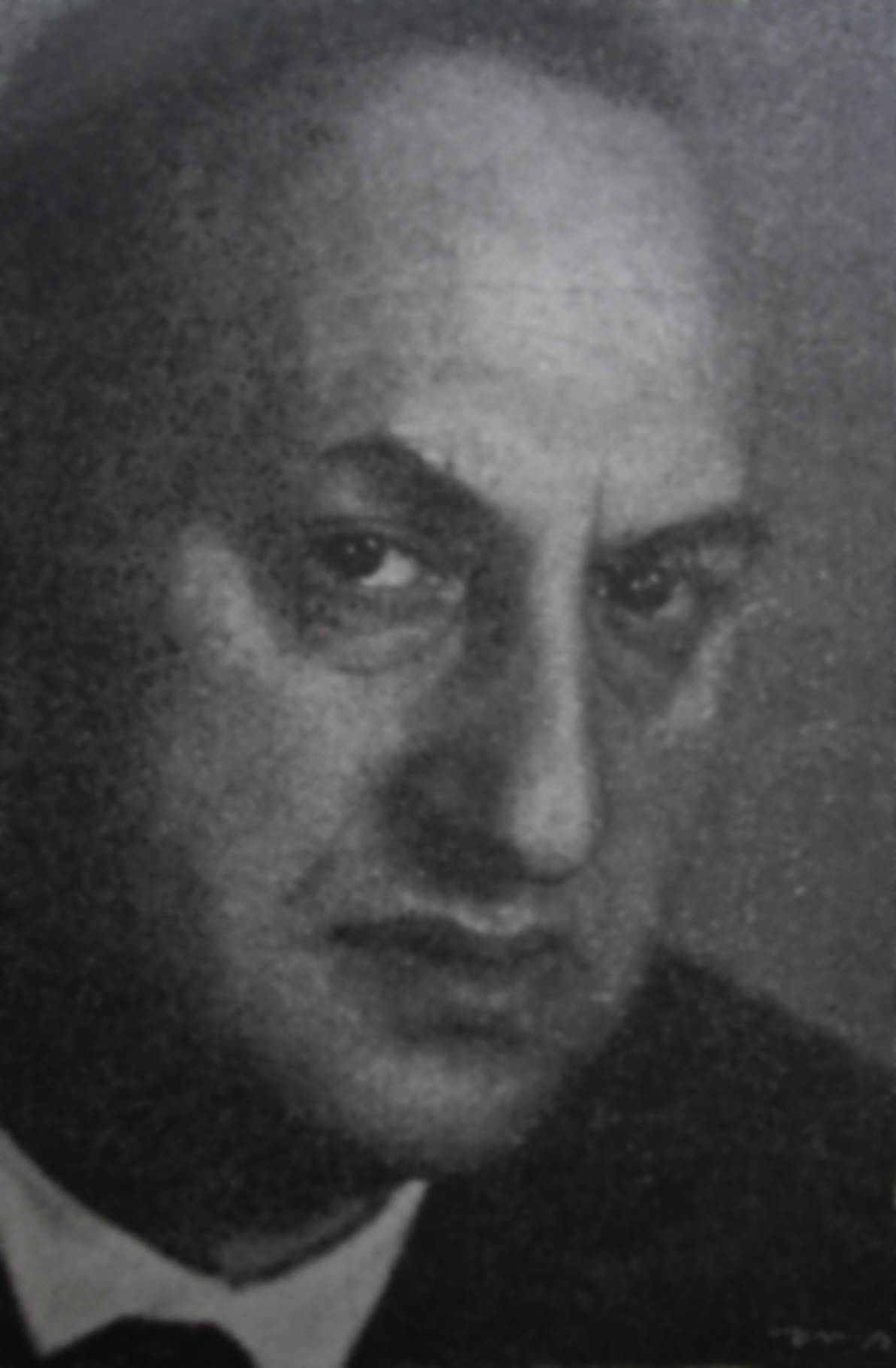
Stanisław Wygodzki († 1992)

- 1992: Stanisław Wygodzki, polnisch-jüdischer Schriftsteller und Übersetzer
- 1993: Iván Patachich, ungarischer Komponist
- 1994: Anni Albers, deutsch-US-amerikanische Textilkünstlerin
- 1994: Heinz-Werner Meyer, deutscher Gewerkschafter, DGB-Vorsitzender
- 1995: Rudi Schippel, österreichischer Schauspieler
- 1998: Alice Faye, US-amerikanische Schauspielerin und Sängerin
- 1998: Michaël Paquay, belgischer Motorradrennfahrer
- 1999: Edward Abraham, britischer Biochemiker
- 1999: Harry Blech, britischer Dirigent und Violinist
- 1999: Jürgen Fuchs, deutscher Bürgerrechtler und Schriftsteller

### 21. Jahrhundert
- 2001: Nikos Sampson, zypriotischer Politiker, Präsident der Republik Zypern
- 2002: Leon Stein, US-amerikanischer Komponist
- 2002: Philippe Verellen, belgischer Autorennfahrer
- 2003: Walter Koschatzky, österreichischer Kunsthistoriker

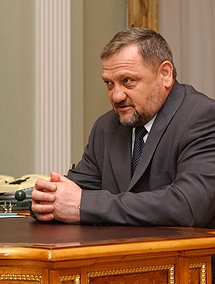
Achmat Abdulchamidowitsch Kadyrow († 2004)

- 2004: Achmat Abdulchamidowitsch Kadyrow, Präsident der Republik Tschetschenien
- 2004: Alan King, US-amerikanischer Schauspieler
- 2004: Percy Young, britischer Musikschriftsteller und Komponist
- 2005: Kurt Brumme, deutscher Sportreporter
- 2006: Günther Kratsch, deutscher Abwehrchef des Ministeriums für Staatssicherheit
- 2008: Nuala O’Faolain, irische Journalistin und Schriftstellerin
- 2009: Chuck Daly, US-amerikanischer Basketballtrainer
- 2009: Günter Ullmann, deutscher Lyriker
- 2010: Lena Horne, US-amerikanische Sängerin und Schauspielerin
- 2011: Lidia Gueiler Tejada, Präsidentin Boliviens
- 2011: Wouter Weylandt, belgischer Radsportler
- 2012: Vidal Sassoon, britischer Friseur und Unternehmer
- 2013: Richard Boyle, 9. Earl of Shannon, britischer Politiker
- 2014: Hugo Ernst Käufer, deutscher Schriftsteller
- 2014: Mamoru Nishida, japanischer Politiker
- 2015: Kenan Evren, türkischer Militär und Politiker
- 2015: Odo Marquard, deutscher Philosoph
- 2016: Walther Leisler Kiep, deutscher Politiker
- 2017: Ronald Atkey, kanadischer Jurist, Hochschullehrer und Politiker

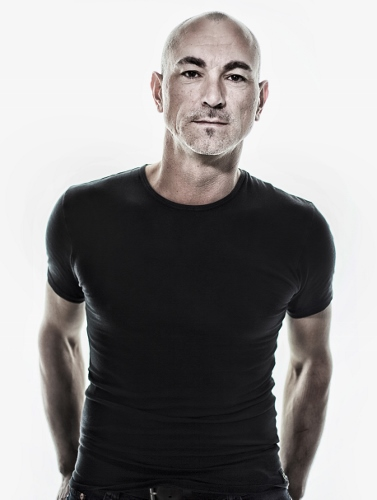
Robert Miles († 2017)

- 2017: Robert Miles, italienischer Musiker
- 2017: Michael Parks, US-amerikanischer Schauspieler
- 2018: Elizabeth Chase, südafrikanisch-simbabwische Hockeyspielerin
- 2018: Per Kirkeby, dänischer bildender Künstler
- 2018: Dieter Kunzelmann, deutscher Politaktivist
- 2019: Emilianos, griechischer Mönch und Klostergründer
- 2019: Zbigniew Rudziński, polnischer Komponist und Musikpädagoge
- 2019: Freddie Starr, britischer Comedian
- 2020: Pascal FEOS, deutscher Discjockey und Musikproduzent
- 2020: Roger Bruns, deutscher Eishockeyspieler
- 2020: Little Richard, US-amerikanischer Musiker
- 2020: Kristina Lugn, schwedische Dramatikerin
- 2021: Karl-Günther von Hase, deutscher Offizier, Diplomat und Intendant
- 2021: George Hovland, US-amerikanischer Skilangläufer
- 2021: Karlheinz Schweitzer, deutscher Schriftsteller, Fotokünstler und literarischer Übersetzer
- 2022: Andreas Lütkefels, deutscher Ruderer
- 2022: Inge Viett, deutsche Terroristin
- 2023: Channa Gildoni, deutsch-israelische Überlebende des Holocaust
- 2023: Anna Kolbrún Árnadóttir, isländische Politikerin
- 2023: David Miranda, brasilianischer Politiker
- 2024: Shirley Conran, englische Schriftstellerin und Journalistin
- 2024: Yvonne Mokgoro, südafrikanische Juristin, Richterin am Verfassungsgericht der Republik Südafrika
- 2025: Margot Friedländer, deutsche Holocaustüberlebende
- 2025: Nadja Abd el Farrag, deutsche Fernsehmoderatorin und Sängerin

## Feier- und Gedenktage
- Kirchliche Gedenktage
  - Nikolaus Ludwig von Zinzendorf, deutscher Bischof (evangelisch: EKD und ELCA)
  - Ijob, israelitischer Erdulder (evangelisch: LC-MS)
- Staatliche Feier- und Gedenktage
  - Ukraine (bis 2023), Russland, Belarus, Montenegro, Armenien, Kasachstan, Georgien (seit 1965), Israel: Tag des Sieges
- Gedenktage internationaler Organisationen
  - Europatag (Europäische Union) (seit 1986)

Weitere Einträge enthält die Liste von Gedenk- und Aktionstagen.